# Liste der Biografien/Ern
Liste der Biografien |
Portal Biografien |
Personensuche
# |
A |
B |
C |
D |
E |
F |
G |
H |
I |
J |
K |
L |
M |
N |
O |
P |
Q |
R |
S |
T |
U |
V |
W |
X |
Y |
Z |
?
 
Ea |
Eb |
Ec |
Ed |
Ee |
Ef |
Eg |
Eh |
Ei |
Ej |
Ek |
El |
Em |
En |
Eo |
Ep |
Eq |
Er |
Es |
Et |
Eu |
Ev |
Ew |
Ex |
Ey |
Ez
 
Era |
Erb |
Erc |
Erd |
Ere |
Erf |
Erg |
Erh |
Eri |
Erj |
Erk |
Erl |
Erm |
Ern |
Ero |
Erp |
Err |
Ers |
Ert |
Eru |
Erv |
Erw |
Erx |
Ery |
Erz
Die Liste der Biografien führt alle Personen auf, die in der deutschsprachigen Wikipedia einen Artikel haben. Dieses ist eine Teilliste mit 432 Einträgen von Personen, deren Namen mit den Buchstaben „Ern“ beginnt.

## Ern
- Ern, Wladimir Franzewitsch (1882–1917), russischer Religionsphilosoph

### Erna
- Erna Björk Sigurðardóttir (* 1982), isländische Fußballspielerin
- Erna Ómarsdóttir (* 1972), isländische Tänzerin und Choreografin
- Erna Sóley Gunnarsdóttir (* 2000), isländische Kugelstoßerin
- Erna, Sully (* 1968), US-amerikanischer Sänger, Gitarrist und Schlagzeuger
- Ernak, bulgarischer König
- Ernastowicz, Marcin (* 1997), polnischer Volleyballspieler
- Ernau, Ulrich II. von (1531–1607), Herr von Moosburg
- Ernaux, Annie (* 1940), französische SchriftstellerinAnnie Ernaux (* 1940)

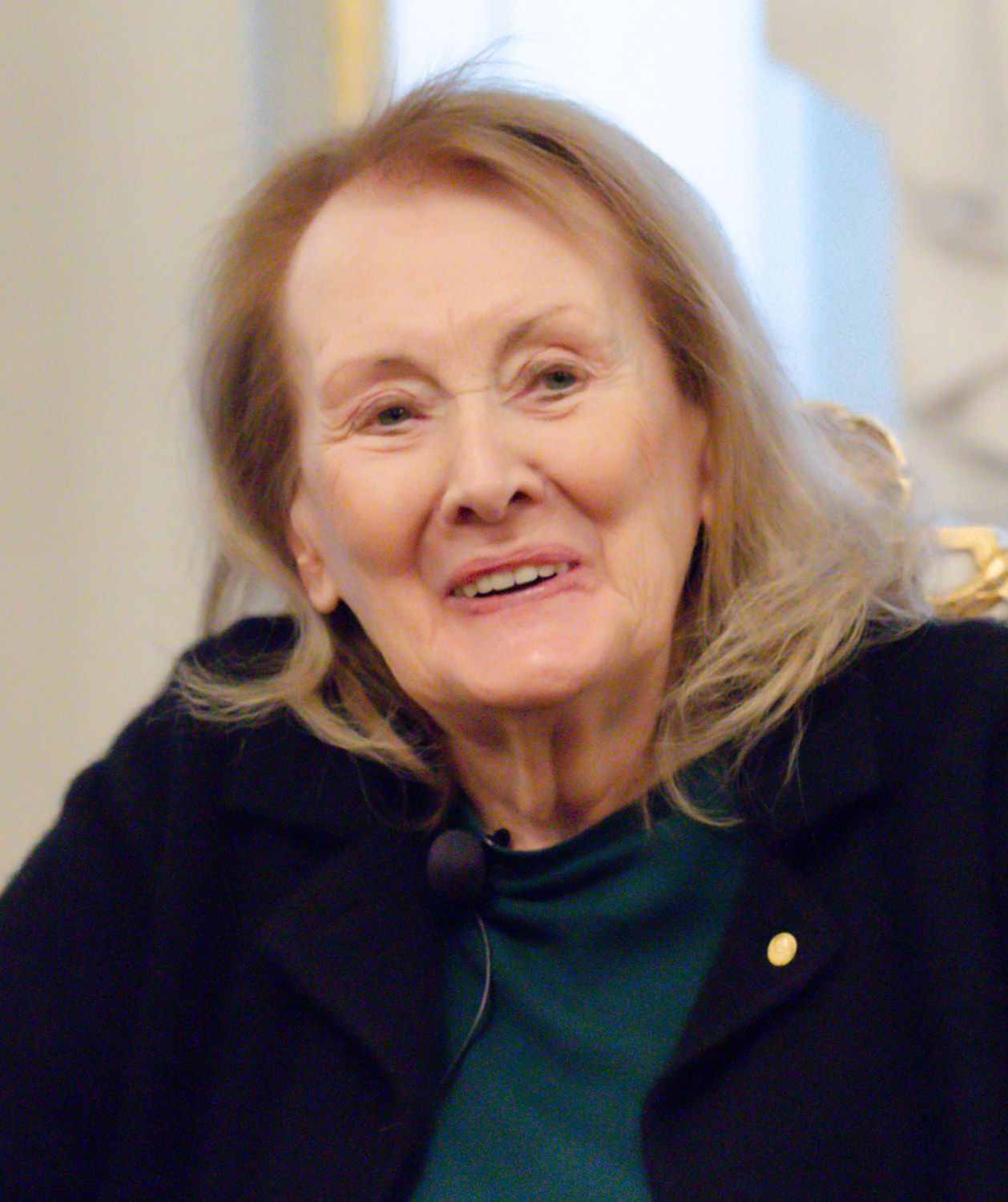
Annie Ernaux (* 1940)

### Ernd
- Erndel, Christian Friedrich (1683–1767), königlich-polnischer und kurfürstlich-sächsischer Generalmajor bei dem Ingenieur-Korps
- Erndel, Christian Heinrich (1676–1734), königlich polnischer und kursächsischer Leibarzt, Botaniker und Meteorologe in Dresden und Warschau
- Erndel, Heinrich I. (1569–1623), kaiserlicher Leib- und Hofapotheker in Prag
- Erndel, Heinrich II. (1595–1646), Leibarzt des Kurfürsten Johann Georg I.
- Erndel, Heinrich III. (1638–1693), Leibarzt von Kurfürsten Johann Georg III. und Johann Georg IV. zu Sachsen, Gesundheitsreformer
- Erndl, Mattis († 1587), Apotheker in Neuburg an der Donau und Regensburg
- Erndl, Thomas (* 1974), deutscher Politiker (CSU)Thomas Erndl (* 1974)

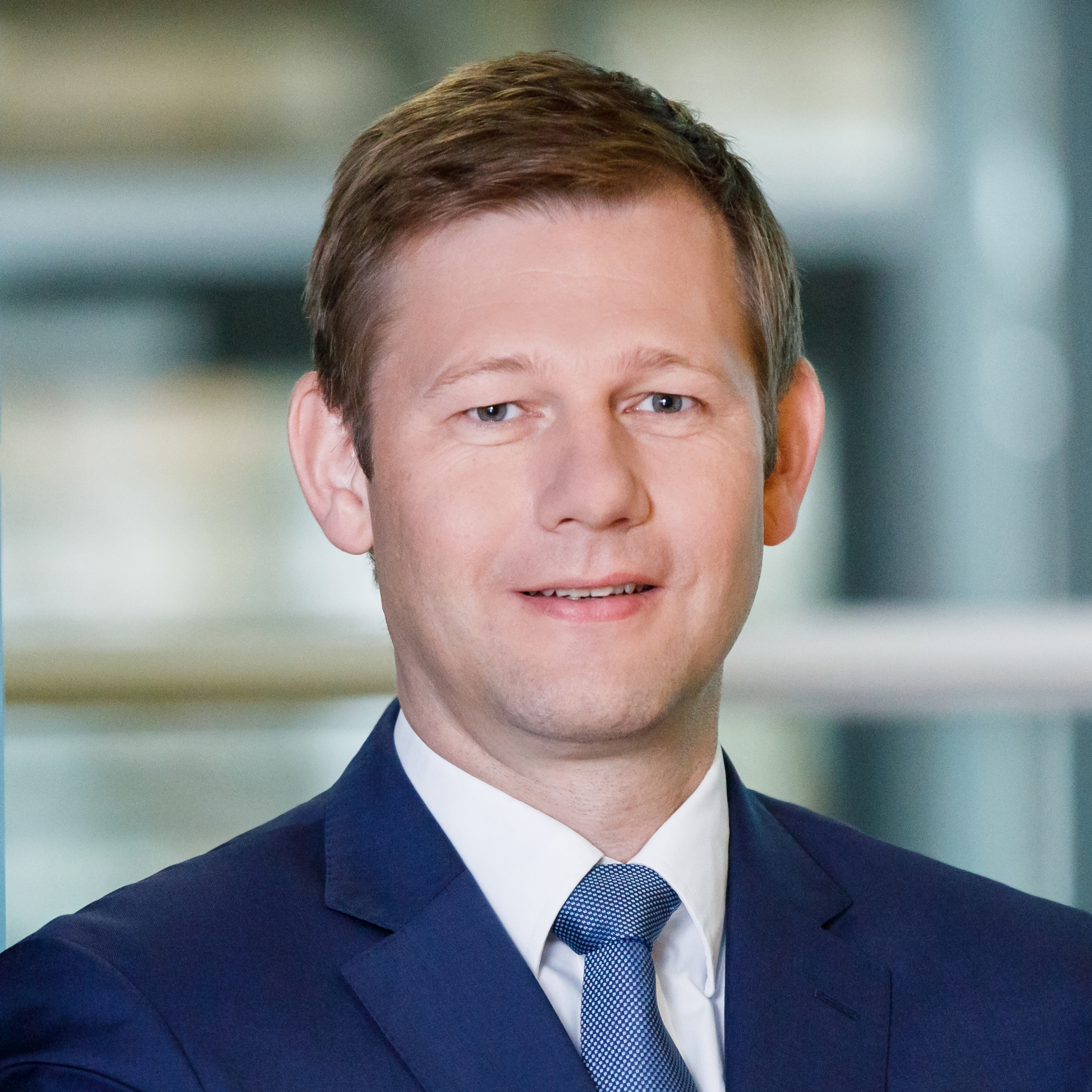
Thomas Erndl (* 1974)

- Erndtmann, Emil, deutscher Automobilrennfahrer

### Erne
- Erne, Adam (* 1995), US-amerikanischer Eishockeyspieler
- Erne, August (1905–1987), Schweizer Radrennfahrer
- Erne, Eduard (* 1958), österreichischer Schauspieler und Filmregisseur
- Erne, Emil (* 1948), Schweizer Historiker
- Erne, Frank (1875–1954), Schweizer Boxer
- Erne, Franz (1878–1965), österreichischer Politiker und Richter, Landtagsabgeordneter zum Vorarlberger Landtag
- Erné, Nino (1921–1994), deutscher Journalist, Schriftsteller und literarischer Übersetzer
- Erne, Philippe (* 1986), liechtensteinischer Fussballspieler
- Erne, Thomas (* 1956), deutscher Theologe und Hochschullehrer
- Ernecke, Hermann († 1894), deutscher Porträt- und Genremaler
- Ernecker, Josef (1895–1960), österreichischer Politiker (ÖVP)
- Ernelind, Jonas (1976–2011), schwedischer Handballspieler
- Ernemann, Alexander (1878–1956), deutscher Unternehmer, Techniker und Konstrukteur von Kinogeräten
- Ernemann, Andreas (1947–2023), deutscher Richter am Bundesgerichtshof
- Ernemann, Daniel (* 1976), deutscher Fußballspieler und -trainer
- Ernemann, Heinrich (1850–1928), deutscher Unternehmer der Foto- und Kinogeräteindustrie
- Ernemann, Horst (* 1930), deutscher Fußballspieler
- Ernemann, Moritz (1798–1866), deutscher Komponist, Musiklehrer und Musikdirektor
- Ernemann, Steffen (* 1982), deutsch-dänischer Fußballspieler
- Erner, Volker (* 1962), deutscher Politiker (CDU), Bürgermeister von Erftstadt
- Ernert, Jörg (* 1974), deutscher Künstler
- Ernert, Petra, deutsche Eiskunstläuferin
- Ernesaks, Gustav (1908–1993), sowjetisch-estnischer Komponist
- Ernest, Aaron (* 1993), amerikanischer Sprinter
- Ernest, Emmanuel (* 2000), liberianisch-nigerianischer Fußballspieler
- Ernest, Herman (1951–2011), US-amerikanischer R&B-Musiker
- Ernest, Ingrid (1933–1975), deutsche Fernsehansagerin sowie Schauspielerin bei Bühne, Film und Fernsehen
- Ernest, Johann Viktor von (1741–1817), preußischer Generalmajor und zuletzt Brigadier der Westfälischen Füsilierbrigade
- Ernest, John (1922–1994), US-amerikanischer Maler, Grafiker und Reliefkünstler
- Ernest, Marie von (1858–1923), österreichisch-italienische Schauspielerin und Dramatikerin
- Ernest, Orien (1911–1995), US-amerikanischer Erfinder, Filmtechniker und Spezialeffektkünstler
- Ernest, Rudolf (1881–1930), österreichischer Baumeister und Architekt
- Ernesti, August Wilhelm (1733–1801), deutscher Altphilologe
- Ernesti, Johann August (1707–1781), deutscher evangelischer Theologe und Philologe
- Ernesti, Johann Christian (1695–1769), deutscher evangelischer Theologe
- Ernesti, Johann Christian Gottlieb (1756–1802), deutscher klassischer Gelehrter
- Ernesti, Johann Christoph (1662–1722), deutscher evangelischer Theologe
- Ernesti, Johann Friedrich Christoph (1705–1758), deutscher evangelischer Theologe
- Ernesti, Johann Heinrich (1652–1729), deutscher Pädagoge, Professor und Rektor
- Ernesti, Johann Heinrich Martin (1755–1836), deutscher Gymnasialprofessor und Sachbuchautor
- Ernesti, Jörg (* 1966), deutscher römisch-katholischer Theologe und KirchenhistorikerJörg Ernesti (* 1966)

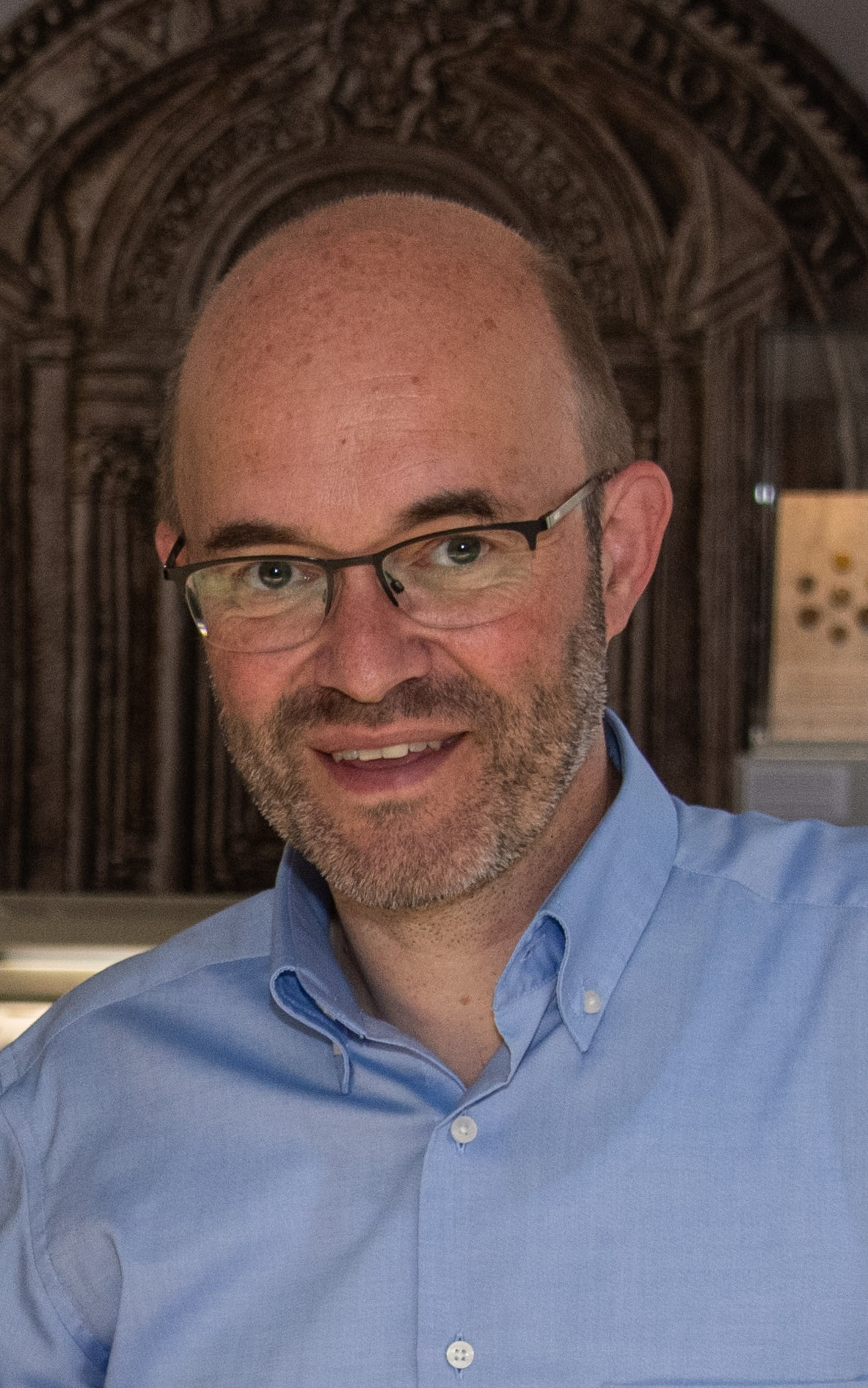
Jörg Ernesti (* 1966)

- Ernesti, Leo (1925–1996), deutscher Offizier und Politiker (NSDAP, CDU), MdB
- Ernesti, Ludwig (1814–1880), deutscher lutherischer Theologe und Superintendent
- Ernestine Auguste Sophie von Sachsen-Weimar-Eisenach (1740–1786), Herzogin von Sachsen-Hildburghausen
- Ernestine Charlotte (1623–1668), Tochter des Grafen Johann VIII von Nassau-Siegen, Ehefrau des Fürsten von Nassau-Hadamar
- Ernestine Charlotte von Nassau-Dillenburg-Schaumburg (1662–1732), durch Heirat Fürstin von Nassau-Siegen
- Ernestus, Horst (1925–2023), deutscher Bibliothekar, Dozent und Autor
- Ernestus, Mark (* 1963), deutscher Musiker, Musikproduzent und Labelbetreiber
- Ernestus, Ursula (* 1932), deutsche Genealogin
- Erneta, GiGi (* 1968), US-amerikanische Schauspielerin, Stuntfrau, Stunt Coordinatorin, Synchronsprecherin und Moderatorin

### Ernf
- Ernfelder, Jakob (1544–1601), Jesuit und Ordensprovinzial
- Ernfors, Patrik (* 1964), schwedischer Neurowissenschaftler

### Ernh
- Ernhofer, Andreas (* 1997), österreichischer Schwimmsportler

### Erni
- Erni, Barbara (1743–1785), Vagantin und Diebin; letzte in Liechtenstein hingerichtete Person
- Erni, Hans (1909–2015), Schweizer Maler, Grafiker und BildhauerHans Erni (1909–2015)

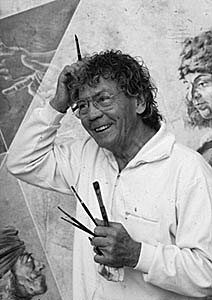
Hans Erni (1909–2015)

- Erni, Josef (1811–1882), liechtensteinischer Politiker
- Erni, Kim (* 2005), Schweizer Handballspielerin
- Erni, Lorenz (* 1950), Schweizer Rechtsanwalt und Strafverteidiger
- Erni, Michael (* 1956), Schweizer Musiker
- Erni, Nadia (* 1977), Schweizer Beachvolleyballspielerin
- Erni, Samuel (* 1991), Schweizer Eishockeyspieler
- Erni, Simone (* 1946), Schweizer Kunstmalerin
- Erni, Werner (* 1964), Schweizer Politiker
- Ernia (* 1993), italienischer Rapper
- Ernir Hrafn Arnarson (* 1986), isländischer Handballspieler
- Erniša, Geza (1952–2022), slowenischer lutherischer Bischof
- Ernius, Andreas, deutscher Mediziner

### Ernk
- Ernkrans, Matilda (* 1973), schwedische Politikerin

### Ernm
- Ernman, Malena (* 1970), schwedische Opernsängerin mit den Stimmlagen Sopran und MezzosopranMalena Ernman (* 1970)

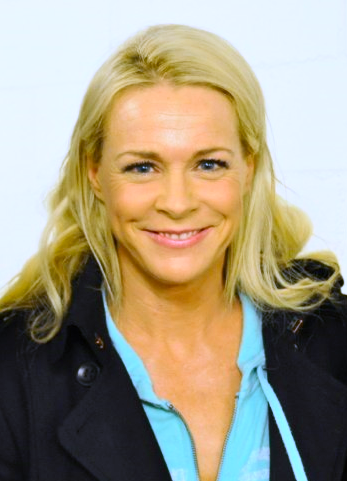
Malena Ernman (* 1970)

### Erno
- Ernotte, Delphine (* 1966), französische Ingenieurin und Kommunikations- und Medienmanagerin
- Ernoul, Chronist der Kreuzzüge
- Ernoul, Jean (1829–1899), französischer Politiker, Mitglied der Nationalversammlung
- Ernoult, Eugène-Marie (1926–1996), französischer römisch-katholischer Geistlicher und Erzbischof von Sens
- Ernout, Alfred (1879–1973), französischer Altphilologe

### Ernr
- Ernrot, Johann Casimir (1833–1913), finnisch-bulgarischer Politiker und Ministerpräsident Bulgariens

### Erns

#### Ernsb
- Ernsberger, Anja (* 1989), deutsche Handballspielerin und Künstlerin

#### Ernsd
- Ernsdorfer, Bernhard von (1767–1836), deutscher Theologe und Taubstummenlehrer

#### Ernst
- Ernst († 865), Grenzgraf im bayerischen Nordgau
- Ernst († 1075), österreichischer Markgraf (1055–1075)
- Ernst (1373–1438), Herzog von Bayern-München
- Ernst († 1464), Herzog von Troppau und Münsterberg
- Ernst (1441–1486), Kurfürst von Sachsen, Herzog zu Sachsen, Landgraf in Thüringen und Markgraf zu Meißen
- Ernst (1454–1516), Fürst von Anhalt-Dessau
- Ernst (1482–1553), Markgraf von Baden
- Ernst (1569–1622), Graf von Holstein-Schaumburg
- Ernst (1583–1613), Markgraf von Brandenburg und Statthalter in Jülich-Kleve-Berg
- Ernst (1617–1642), Markgraf, Statthalter der Kurmark
- Ernst (1655–1715), Herzog von Sachsen-Hildburghausen

###### Ernst A
- Ernst August (1629–1698), Kurfürst von Braunschweig-Lüneburg
- Ernst August (1887–1953), letzter regierender Herzog von Braunschweig-LüneburgErnst August (1887–1953)

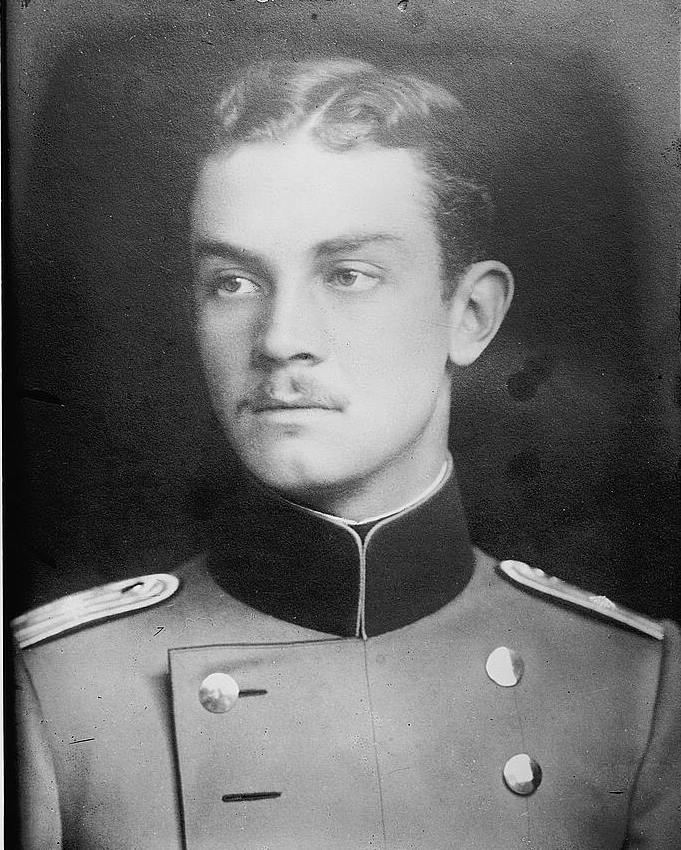
Ernst August (1887–1953)

- Ernst August I. (1688–1748), Herzog von Sachsen-Weimar und Sachsen-Eisenach
- Ernst August I. (1771–1851), König von Hannover, 1. Duke of Cumberland and TeviotdaleErnst August I. (1771–1851)

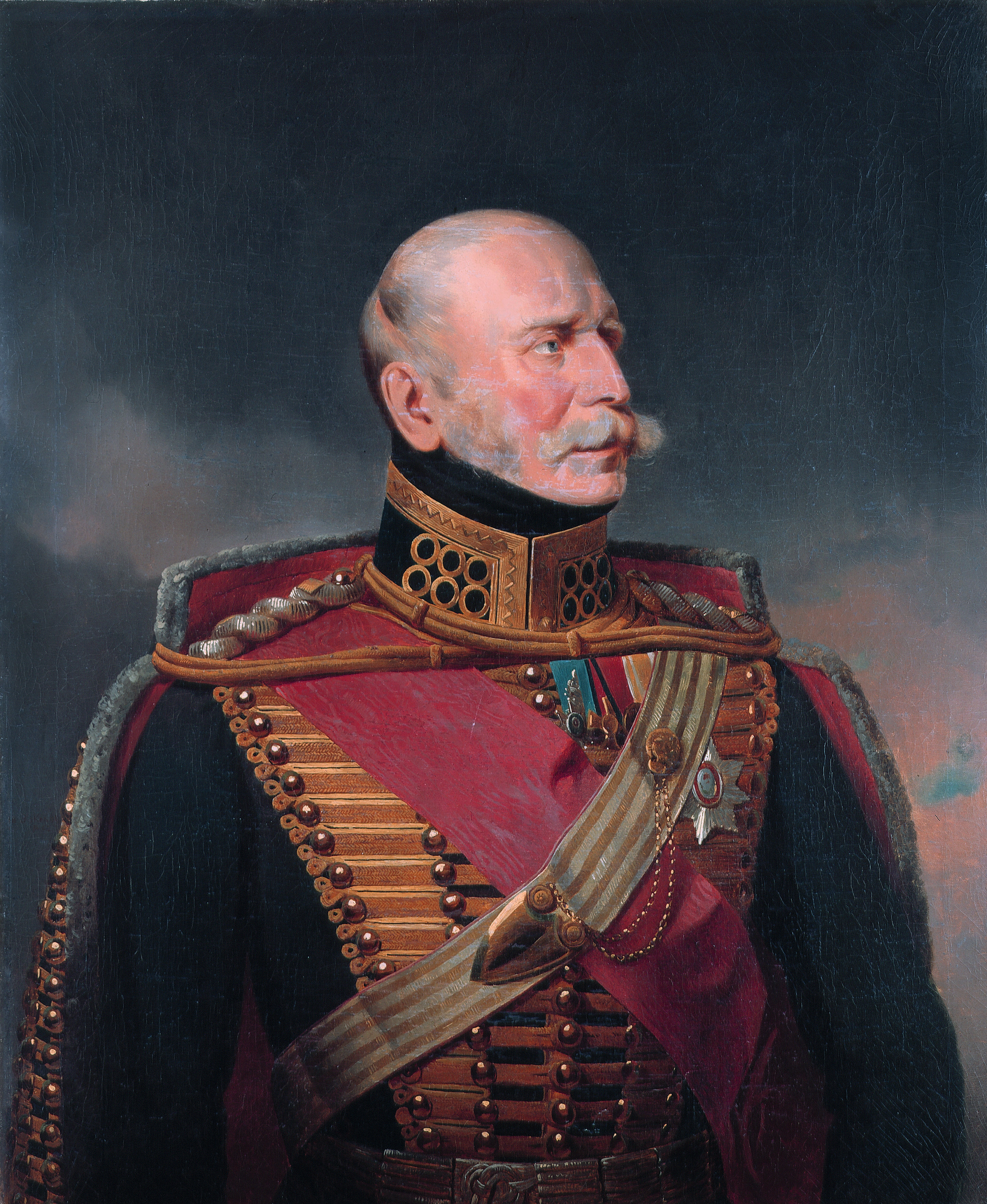
Ernst August I. (1771–1851)

- Ernst August II. (1737–1758), Herzog von Sachsen-Weimar-Eisenach
- Ernst August II. von Hannover (1674–1728), Prinz aus dem Haus Hannover und Fürstbischof von Osnabrück
- Ernst August von Hannover (1845–1923), Prinz von Großbritannien und Irland, Prinz von Hannover
- Ernst August von Hannover (1914–1987), deutscher Adeliger, Familienoberhaupt der Welfen und Chef des Hauses Hannover

###### Ernst C
- Ernst Casimir (1573–1632), Graf von Nassau-Dietz
- Ernst Casimir (1607–1655), Graf Nassau-Weilburg, Begründer der Jüngeren Linie Nassau-Weilburg
- Ernst Casimir I. (1781–1852), deutscher Brigadegeneral in der kaiserlichen Armee
- Ernst Christoph (1606–1640), Graf von Ostfriesland und Rietberg

###### Ernst D
- Ernst der Eiserne († 1424), Herzog bzw. Erzherzog von Österreich

###### Ernst F
- Ernst Ferdinand (1682–1746), Herzog von Braunschweig-Wolfenbüttel-Bevern
- Ernst Friedrich (1560–1604), Markgraf von Baden-Durlach
- Ernst Friedrich (1724–1800), Herzog von Sachsen-Coburg-Saalfeld
- Ernst Friedrich I. (1681–1724), Herzog von Sachsen-Hildburghausen
- Ernst Friedrich II. (1707–1745), Herzog von Sachsen-Hildburghausen
- Ernst Friedrich III. (1727–1780), Herzog von Sachsen-Hildburghausen

###### Ernst G
- Ernst Gottlieb (1620–1654), Fürst von Anhalt-Plötzkau
- Ernst Günther (1609–1689), Herzog von Schleswig-Holstein-Sonderburg-Augustenburg
- Ernst Günther von Schleswig-Holstein-Sonderburg-Augustenburg (1863–1921), Herzog von Schleswig-Holstein

###### Ernst I
- Ernst I. († 1015), Herzog von Schwaben
- Ernst I. († 1361), Fürst von Grubenhagen
- Ernst I. († 1367), Herzog zu Braunschweig-Lüneburg
- Ernst I. (1497–1546), Herzog zu Braunschweig-Lüneburg
- Ernst I. (1601–1675), Herzog von Sachsen-Gotha-Altenburg
- Ernst I. (1623–1693), Landgraf von Hessen-Rheinfels und später von Hessen-Rheinfels-Rotenburg
- Ernst I. (1784–1844), Herzog von Sachsen-Coburg-Saalfeld und erster Herzog von Sachsen-Coburg und Gotha, preußischer GeneralErnst I. (1784–1844)

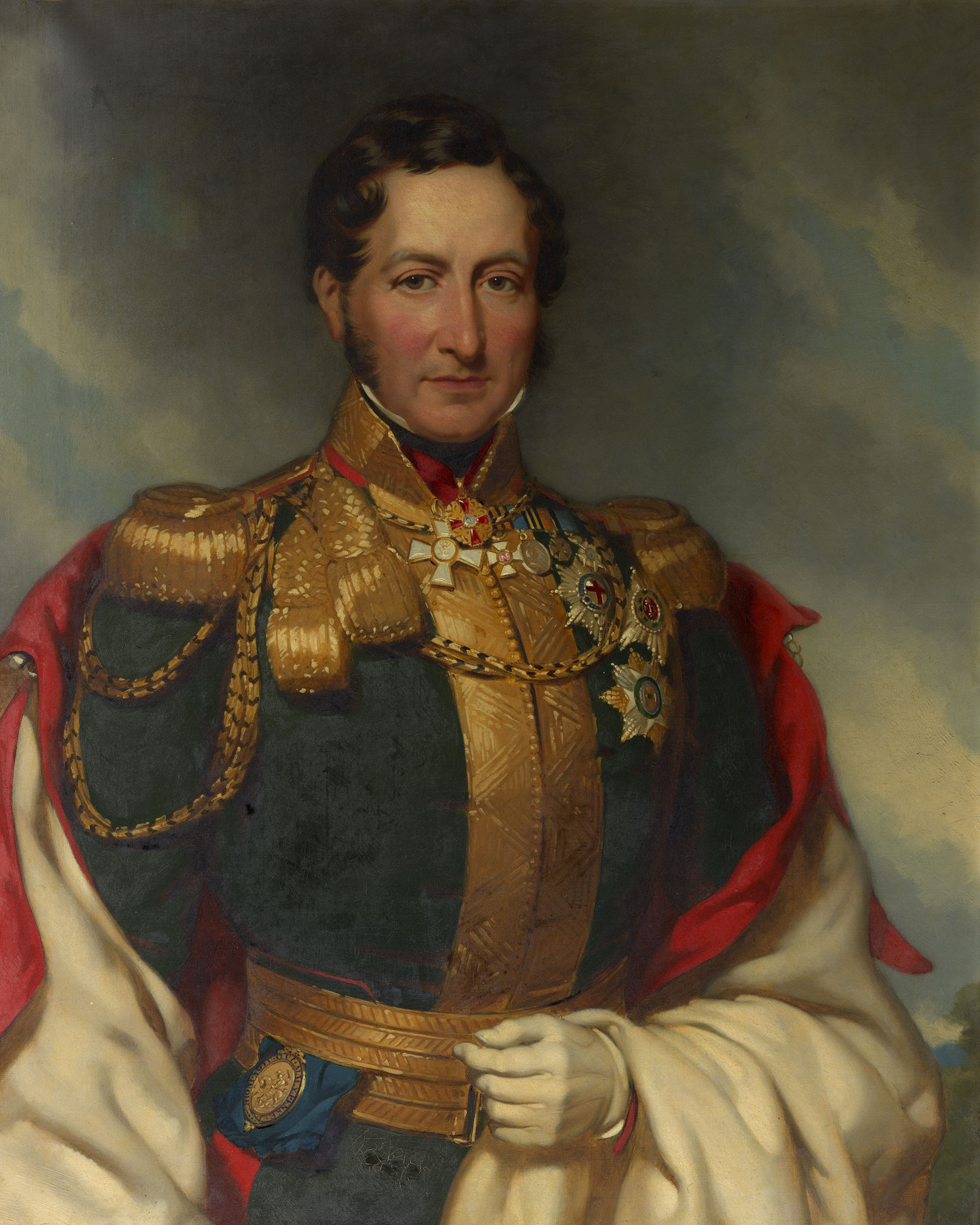
Ernst I. (1784–1844)

- Ernst I. (1826–1908), Herzog von Sachsen-Altenburg
- Ernst I. von Schauenburg († 1471), Bischof von Hildesheim
- Ernst II. († 1030), Herzog von Schwaben
- Ernst II. (1564–1611), Fürst von Lüneburg
- Ernst II. (1745–1804), Herzog von Sachsen-Gotha-Altenburg, Wissenschaftler
- Ernst II. (1818–1893), Herzog von Sachsen-Coburg und GothaErnst II. (1818–1893)

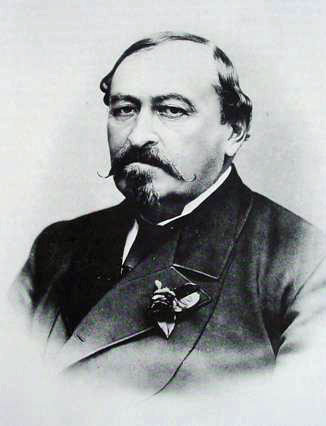
Ernst II. (1818–1893)

- Ernst II. (1871–1955), letzter regierender Herzog des Herzogtums Sachsen-Altenburg
- Ernst II. Leopold (1684–1749), Landgraf von Hessen-Rotenburg
- Ernst II. von Regenstein (1568–1594), Abt des Klosters Michaelstein bei Blankenburg
- Ernst II. von Sachsen (1464–1513), Erzbischof von Magdeburg (1476–1513); Administrator von Halberstadt (1480–1513)
- Ernst III. (1518–1567), Herzog von Braunschweig-Grubenhagen

###### Ernst K
- Ernst Konstantin (1771–1849), Landgraf von Hessen-Philippsthal

###### Ernst L
- Ernst Ludwig (1545–1592), Herzog von Pommern-Wolgast
- Ernst Ludwig (1667–1739), Landgraf von Hessen-Darmstadt
- Ernst Ludwig (1868–1937), Großherzog von Hessen und bei Rhein (1892–1918)
- Ernst Ludwig I. (1672–1724), Herzog von Sachsen-Meiningen
- Ernst Ludwig II. (1709–1729), Herzog von Sachsen-Meiningen

###### Ernst R
- Ernst Rivera, Hugo (* 1888), bolivianischer Politiker und Diplomat

###### Ernst V
- Ernst VII. von Hohnstein (1562–1593), letzter Regent der Grafschaft Hohnstein
- Ernst von Anhalt-Bernburg (1608–1632), Obrist im Dreißigjährigen Krieg
- Ernst von Bayern (1500–1560), Administrator von Passau und Salzburg, Pfandherr der Grafschaft Glatz
- Ernst von Bayern (1554–1612), Erzbischof des Erzbistums Köln
- Ernst von Braunschweig-Grubenhagen, Abt von Corvey, Propst des Alexanderstifts in Einbeck
- Ernst von Ernsthausen, Adolf (1827–1894), deutscher Verwaltungsjurist und Politiker in Preußen
- Ernst von Ernsthausen, Karl (1782–1847), preußischer Offizier, Verwaltungsbeamter und Landrat
- Ernst von Hessen-Philippsthal (1846–1925), Landgraf von Hessen-Philippsthal
- Ernst von Hessen-Philippsthal-Barchfeld (1789–1850), russischer General der Kavallerie
- Ernst von Hessen-Rotenburg (1758–1784), paragierter landgräflicher Prinz und Hessen-kasselscher Oberstleutnant
- Ernst von Kirchberg, Reimchronist und Buchmaler des Mittelalters
- Ernst von Kotzau, Amtmann, Hauptmann
- Ernst von Österreich (1553–1595), Statthalter in Österreich sowie der Niederlande
- Ernst von Österreich (1824–1899), Erzherzog von Österreich und kaiserlich-österreichischer Feldmarschallleutnant
- Ernst von Pardubitz († 1364), zunächst Bischof, dann Erzbischof von Prag, Kanzler der Karlsuniversität, Berater Kaiser Karls IV.
- Ernst von Regenstein (1528–1581), Abt des Klosters Michaelstein bei Blankenburg
- Ernst von Sachsen-Meiningen (1859–1941), Prinz von Sachsen-MeiningenErnst von Sachsen-Meiningen (1859–1941)

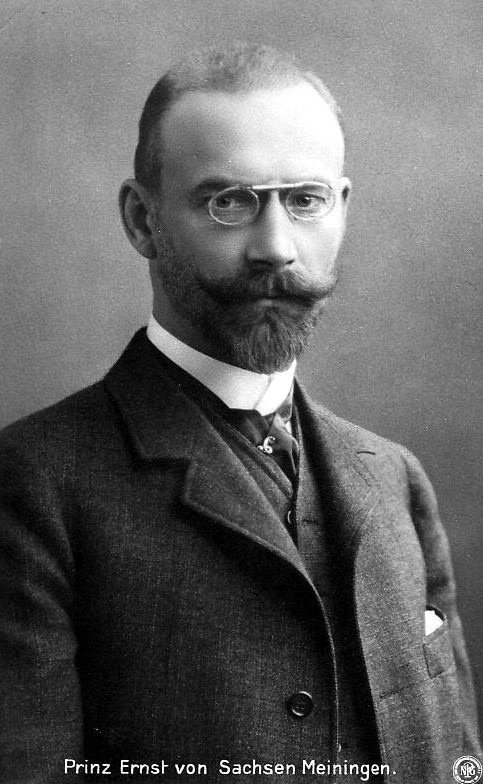
Ernst von Sachsen-Meiningen (1859–1941)

- Ernst von Zwiefalten, deutscher Abt und Kreuzfahrer

###### Ernst W
- Ernst Wilhelm zu Bentheim und Steinfurt (1623–1693), Graf von Bentheim und Steinfurt

###### Ernst Z
- Ernst zu Mecklenburg (1742–1814), Angehöriger des Herzoglichen Hauses von Mecklenburg-Strelitz und königlich großbritannisch-hannoverscher Offizier, zuletzt FeldmarschallErnst zu Mecklenburg (1742–1814)

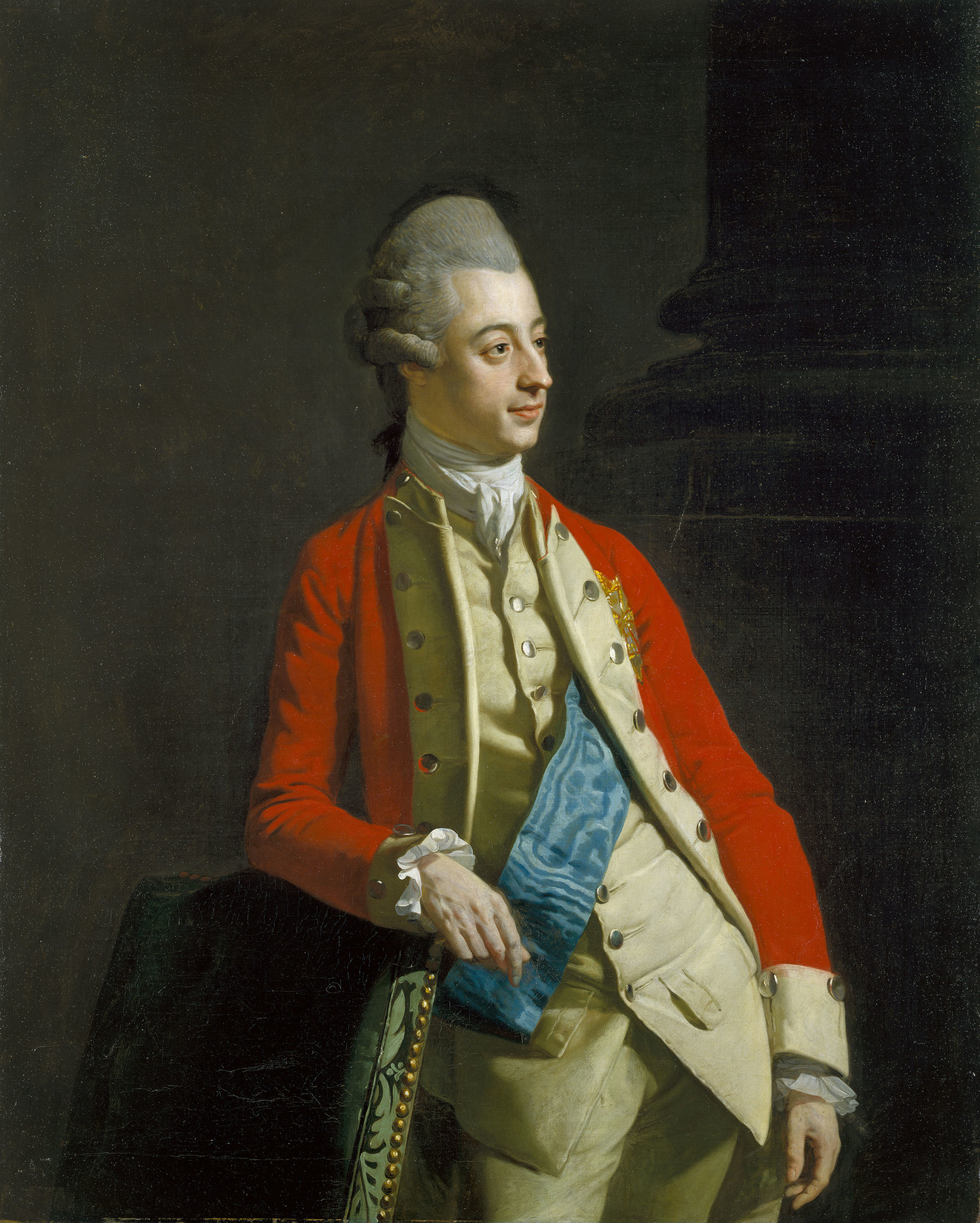
Ernst zu Mecklenburg (1742–1814)

- Ernst zu Stolberg (1650–1710), Reichsgraf zu Stolberg und deutscher Politiker

##### Ernst,
- Ernst, Adolf (1846–1927), deutscher Schauspieler und Theaterleiter
- Ernst, Adolf (* 1940), deutscher Politiker (FDP), MdL
- Ernst, Adolf von (1845–1907), deutscher Ingenieur und Hochschullehrer
- Ernst, Albert (1847–1917), deutscher Pädagoge und Politiker, MdR
- Ernst, Albert (1912–1986), deutscher Offizier der Wehrmacht
- Ernst, Alexandra (* 1965), deutsche Übersetzerin
- Ernst, Alfred (1868–1916), deutsch-US-amerikanischer Dirigent, Komponist und Pianist
- Ernst, Alfred (1875–1968), Schweizer Botaniker
- Ernst, Alfred (1895–1953), deutscher Offizier und Politiker (NSDAP), MdR, MdL
- Ernst, Alfred (1904–1973), Schweizer Jurist, Offizier und Militärstratege
- Ernst, Amelie (* 1977), deutsche Journalistin
- Ernst, Andrea, österreichische Filmemacherin, Autorin, Dramaturgin und Fernsehredakteurin
- Ernst, Andreas (1861–1929), deutscher Maurermeister und Bauunternehmer
- Ernst, Andreas (1955–2014), deutscher Redakteur und Moderator
- Ernst, Andreas (* 1960), deutscher Psychologe und Umweltwissenschaftler
- Ernst, Andreas (* 1960), schweizerischer Journalist und Historiker
- Ernst, Andreas (* 1971), deutscher Politiker (CDU), MdHB
- Ernst, Annette (* 1966), deutsche Regisseurin
- Ernst, Annika (* 1982), deutsche SchauspielerinAnnika Ernst (* 1982)

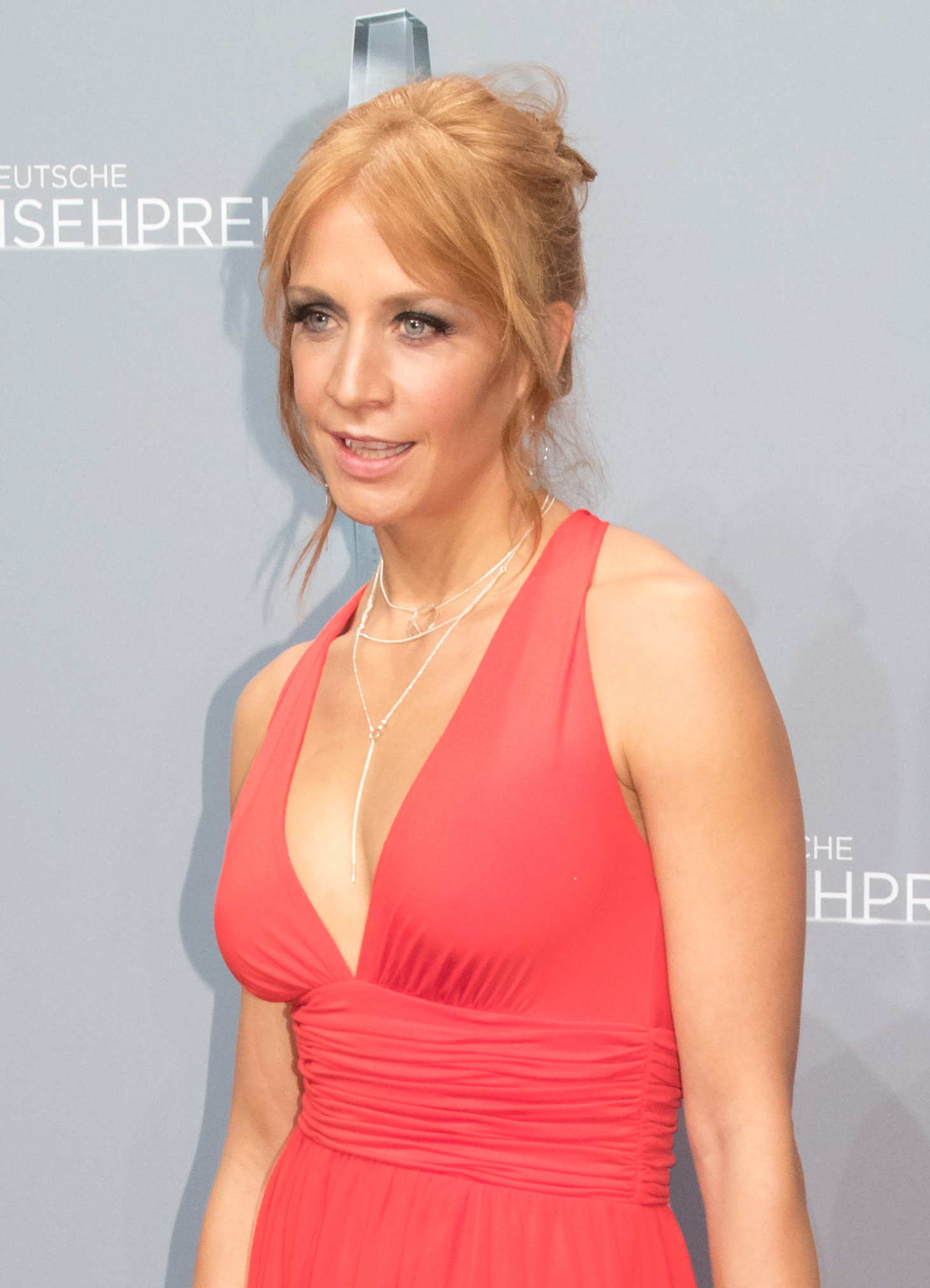
Annika Ernst (* 1982)

- Ernst, Arno (* 1941), deutscher Fußballspieler und -trainer
- Ernst, August (1880–1959), Schweizer Bundesrichter
- Ernst, August (1924–2013), österreichischer Historiker und Archivar
- Ernst, Bastian (* 1987), deutscher Politiker (CDU)
- Ernst, Bernd (* 1969), deutscher Schriftsteller
- Ernst, Bernhard (1899–1957), deutscher Sportjournalist und Sportkommentator
- Ernst, Bernhard (1961–2012), österreichischer Politiker (FRITZ), Landtagsabgeordneter in Tirol
- Ernst, Bettina (* 1968), Schweizer Kunstturnerin
- Ernst, Britta (* 1961), deutsche Politikerin (SPD), MdHBBritta Ernst (* 1961)

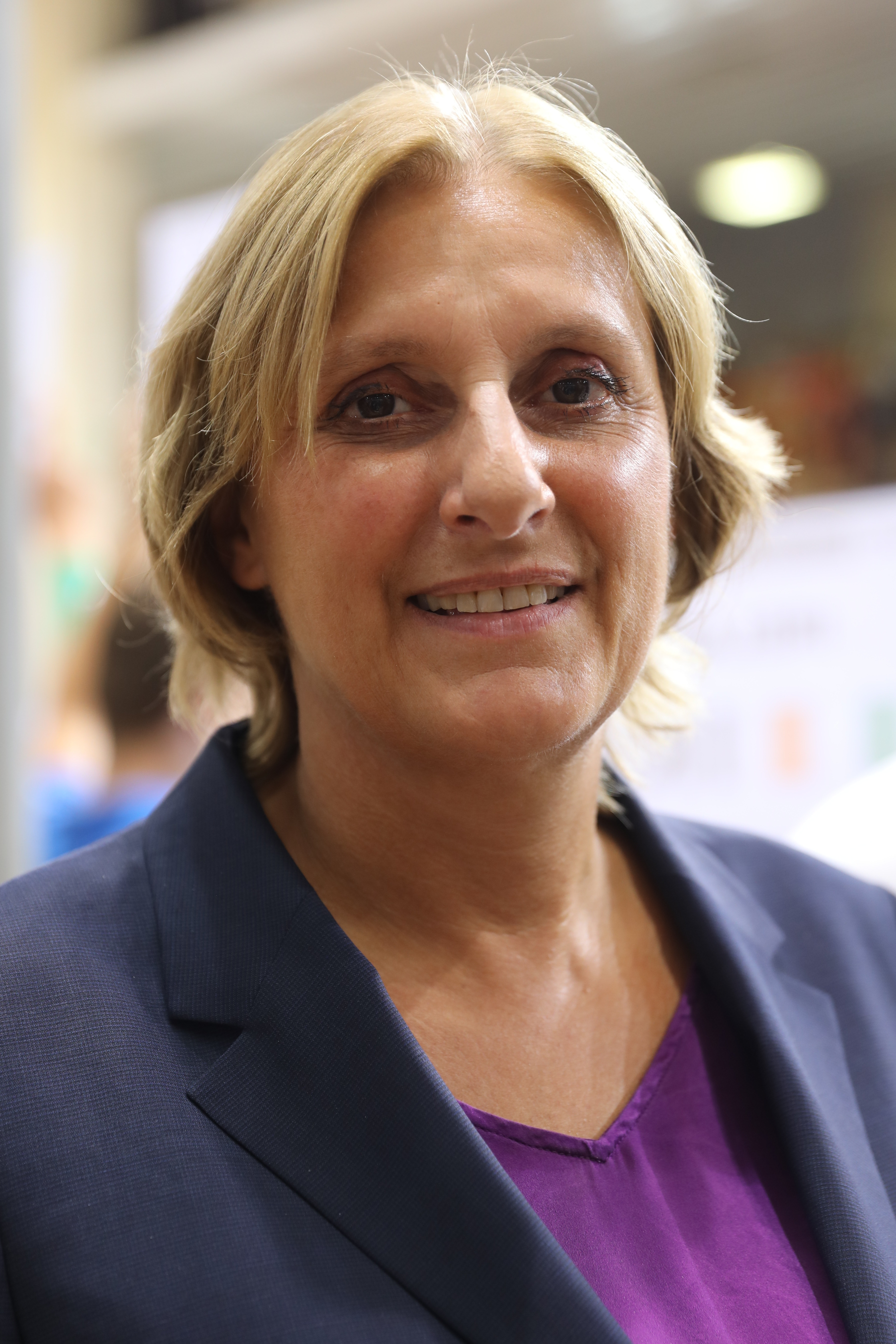
Britta Ernst (* 1961)

- Ernst, Bruno (* 1957), deutscher Poolbillardspieler
- Ernst, Carl (1846–1906), deutscher Theaterschauspieler
- Ernst, Carl H. (1938–2018), US-amerikanischer Herpetologe
- Ernst, Carla (1867–1925), österreichische Theaterschauspielerin
- Ernst, Caroline (1819–1902), deutschamerikanische Farmerin
- Ernst, Cécile (1926–2002), Schweizer Psychiaterin
- Ernst, Charlotte (1939–1973), dänische Schauspielerin und Tänzerin
- Ernst, Christian (* 1978), deutscher Rechtswissenschaftler
- Ernst, Christine (* 1938), deutsche Politikerin (SPD), MdL
- Ernst, Christoph (* 1958), deutscher Autor und Schriftsteller
- Ernst, Christoph, deutscher Bühnen- und Kostümbildner
- Ernst, Christoph Friedrich Wilhelm (1765–1855), deutscher reformierter Theologe
- Ernst, Cornelia (* 1956), deutsche Politikerin (Die Linke), MdL, MdEP
- Ernst, David (* 1992), Schweizer Grasskiläufer
- Ernst, Detlef (* 1964), deutscher Radrennfahrer
- Ernst, Dieter (* 1949), deutscher Politiker (CDU) und Manager
- Ernst, Dominik (* 1990), deutscher Fußballspieler
- Ernst, Dorothea (* 1949), deutsche Vokalperformerin und Stimmartistin
- Ernst, Edgar (* 1934), deutscher Fußballtorwart
- Ernst, Edgar (* 1952), deutscher Manager, Unternehmensberater
- Ernst, Edzard (* 1948), deutsch-britischer Humanmediziner, Professor (emeritiert) für Alternativmedizin
- Ernst, Else (1874–1946), deutsche Schriftstellerin und Übersetzerin
- Ernst, Emanuel (* 1979), deutscher Westernreiter
- Ernst, Emil (1889–1942), deutscher Astronom
- Ernst, Emil von (1817–1905), deutscher Landschaftsmaler
- Ernst, Erich (1889–1945), deutscher SA-Führer
- Ernst, Esther (* 1977), Schweizer Künstlerin
- Ernst, Eugen (1864–1954), deutscher Politiker (SPD, SED)
- Ernst, Ewald (1921–2001), deutscher Politiker (CDU) und Opfer politischer Repression in der sowjetischen Besatzungszone
- Ernst, Fabian (* 1979), deutscher FußballspielerFabian Ernst (* 1979)

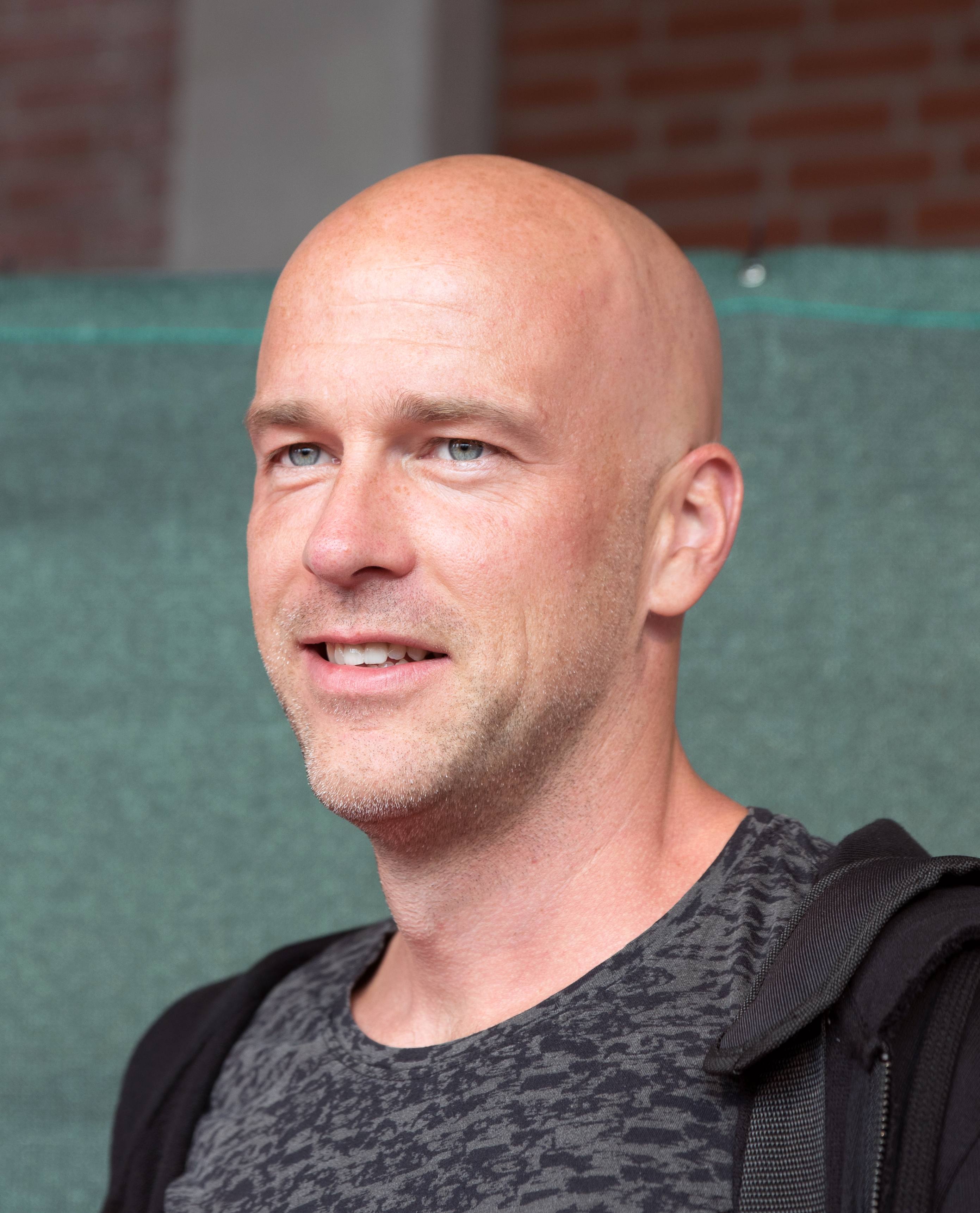
Fabian Ernst (* 1979)

- Ernst, Franz (1887–1947), deutscher Zahnarzt und Kieferchirurg
- Ernst, Franz (1891–1972), deutscher Jurist, Generalrichter der Luftwaffe der Wehrmacht
- Ernst, Franz Anton (1745–1805), böhmischer Komponist
- Ernst, Franz Johann (1869–1946), österreichischer Politiker (CSP), Landtagsabgeordneter
- Ernst, Friedhelm (1946–2015), deutscher Politiker (FDP), MdL
- Ernst, Friedrich (1796–1848), erster deutscher Siedler in Texas (USA)
- Ernst, Friedrich (1874–1943), deutscher Lehrer, Heimatforscher und Autor
- Ernst, Friedrich (1889–1960), deutscher Jurist, Verwaltungsbeamter, Bankier und Politiker
- Ernst, Fritz (1889–1958), Schweizer Literaturwissenschaftler und Essayist
- Ernst, Fritz (1905–1963), deutscher Historiker
- Ernst, Fritzi (* 1989), deutsche Sängerin und MultiinstrumentalistinFritzi Ernst (* 1989)

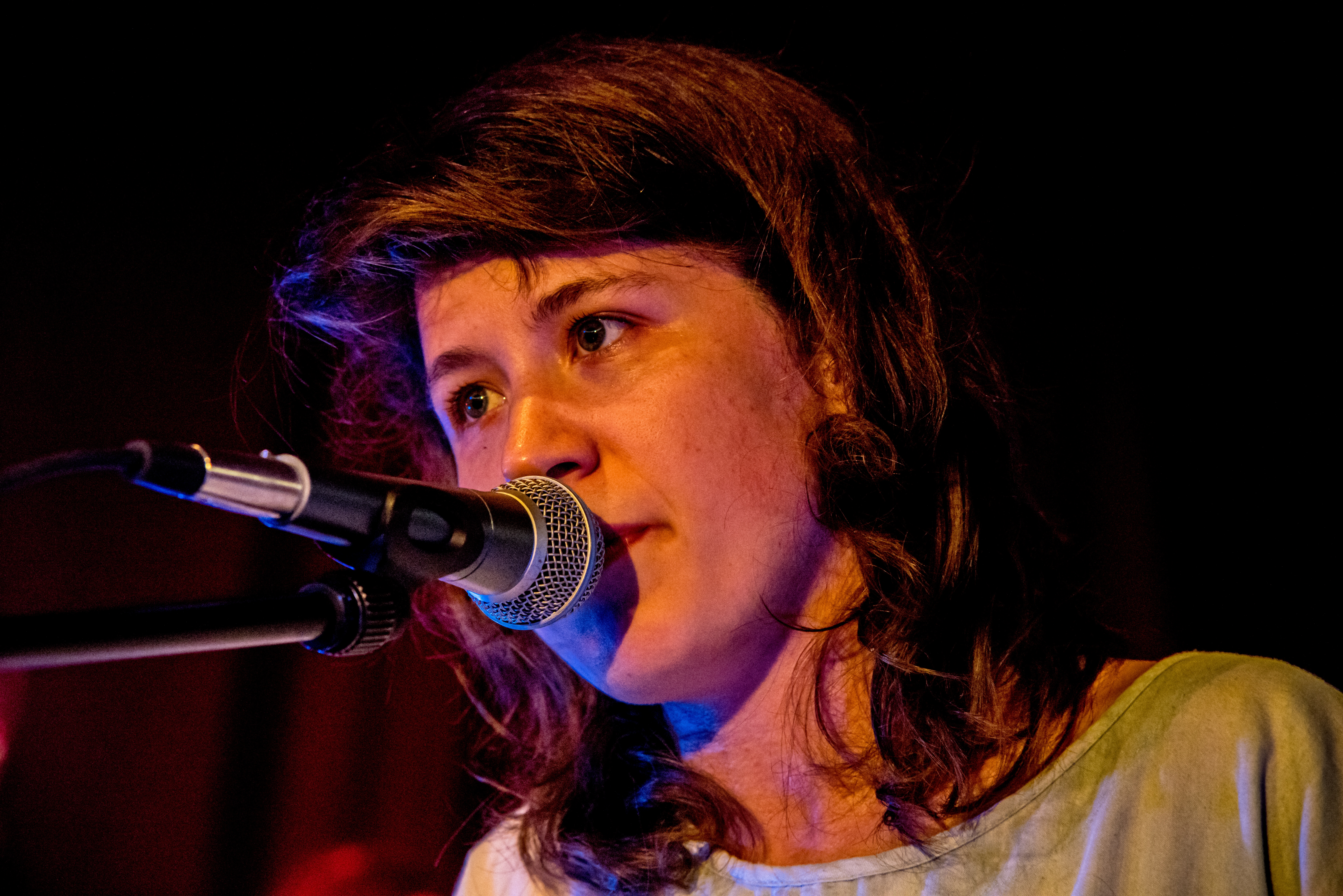
Fritzi Ernst (* 1989)

- Ernst, Georg (1880–1950), deutscher Verleger
- Ernst, Georg (1900–1990), deutscher Arzt
- Ernst, Gerhard (* 1937), deutscher Philologe, Romanist und Hochschullehrer
- Ernst, Gerhard (* 1946), österreichischer Schauspieler und Sänger
- Ernst, Gerhard (* 1971), deutscher Philosoph und Hochschullehrer
- Ernst, Guido (* 1950), deutscher Politiker (CDU), MdL
- Ernst, Gundolf (1930–2002), deutscher Geologe
- Ernst, Gustav (1858–1945), deutscher Kunstmaler
- Ernst, Gustav (1914–1999), deutscher Politiker (FDP), MdL
- Ernst, Gustav (* 1944), österreichischer Schriftsteller
- Ernst, Hans (1904–1984), deutscher Heimatdichter
- Ernst, Hans-Dietrich (1908–1986), deutscher Jurist, SD-Mitarbeiter und Täter des Holocaust
- Ernst, Hans-Eberhard (* 1933), deutscher Gebrauchsgrafiker
- Ernst, Hans-Georg (1921–2000), deutscher Generalleutnant der NVA in der DDR
- Ernst, Hans-Ulrich (1924–1980), Schweizer Collagist, Maler und Zeichner des Surrealismus
- Ernst, Hans-Ulrich (1933–2019), Schweizer Jurist und Militärperson
- Ernst, Hartmut (* 1949), deutscher Informatiker
- Ernst, Heiko (* 1948), deutscher Psychologe, Journalist und Sachbuchautor
- Ernst, Heinrich (1846–1916), Schweizer Architekt und Baumeister
- Ernst, Heinrich (1847–1934), Schweizer Lehrer und Politiker des Grütlivereins
- Ernst, Heinrich (1848–1919), deutscher Opernsänger
- Ernst, Heinrich (1887–1959), deutscher Maler, Grafiker und Fachschullehrer
- Ernst, Heinrich Wilhelm (1814–1865), österreichischer ViolinistHeinrich Wilhelm Ernst (1814–1865)

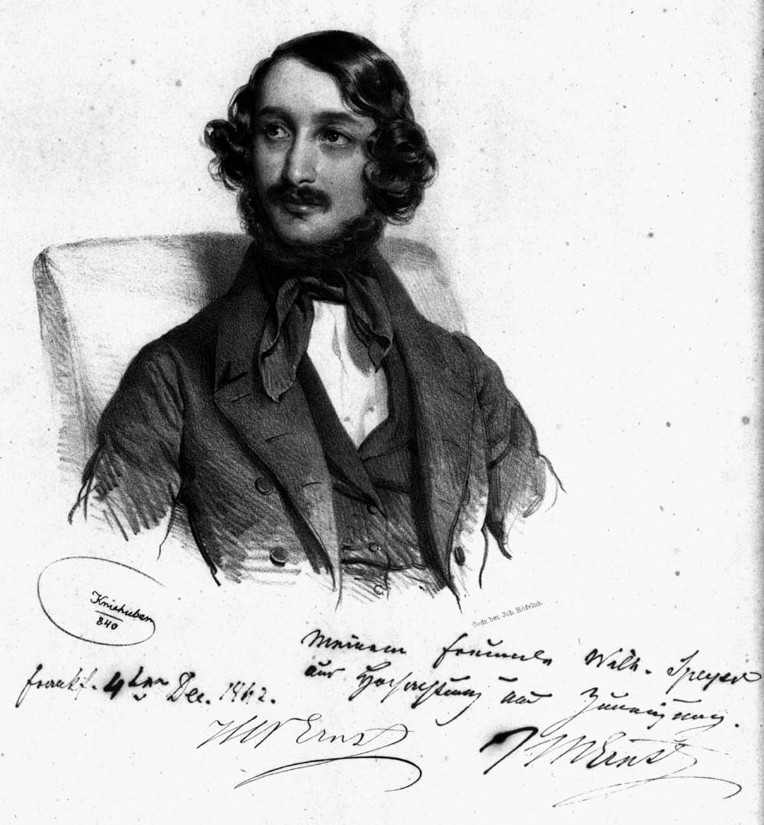
Heinrich Wilhelm Ernst (1814–1865)

- Ernst, Heinz (* 1926), deutscher Fußballspieler
- Ernst, Helen (1904–1948), deutsche Zeichnerin und Antifaschistin
- Ernst, Hellmut (1903–1966), deutscher Ingenieur
- Ernst, Helmut, deutscher Tischtennisspieler
- Ernst, Henrik (* 1986), deutscher Fußballspieler
- Ernst, Henry (* 1971), deutscher Toningenieur, Musikproduzent und Musikmanager
- Ernst, Herbert (* 1893), deutscher Motorradrennfahrer
- Ernst, Herbert (1939–2019), deutscher Kameramann und Filmemacher
- Ernst, Holger (* 1966), deutscher Betriebswirtschaftler
- Ernst, Holger (* 1972), deutscher Filmregisseur und Drehbuchautor
- Ernst, Hubertus (1917–2017), niederländischer Geistlicher, römisch-katholischer Bischof von Breda
- Ernst, Hubertus (1938–2016), deutscher Unternehmer und Rallyefahrer
- Ernst, Ingrid L. (* 1945), deutsche Theaterregisseurin, Dozentin, Dramaturgin und Autorin
- Ernst, Irina (* 1995), Schweizer Grasskiläuferin
- Ernst, Jack (1889–1968), US-amerikanischer American-Football- und Baseball-Spieler
- Ernst, Jimmy (1920–1984), deutsch-amerikanischer Maler
- Ernst, Joachim, deutscher Skispringer
- Ernst, Joachim (1936–2013), deutscher Fußballspieler
- Ernst, Joanne, US-amerikanische Triathletin
- Ernst, Johann (1604–1667), deutscher Jurist und Gesandter bei den Westfälischen Friedensverhandlungen
- Ernst, Johann (1888–1969), deutscher Gewerkschafter und Politiker (Zentrum, CDU), MdR, MdL
- Ernst, Johann (1905–1971), deutscher Politiker (BP), MdL Bayern
- Ernst, Johanna (* 1992), österreichische Sportkletterin
- Ernst, Johannes (1528–1594), zwölfter Abt der Reichsabtei Ochsenhausen
- Ernst, Johannes (1683–1765), Schweizer reformierter Geistlicher
- Ernst, Johannes (* 1963), deutscher Saxophonist
- Ernst, Joni (* 1970), US-amerikanische PolitikerinJoni Ernst (* 1970)

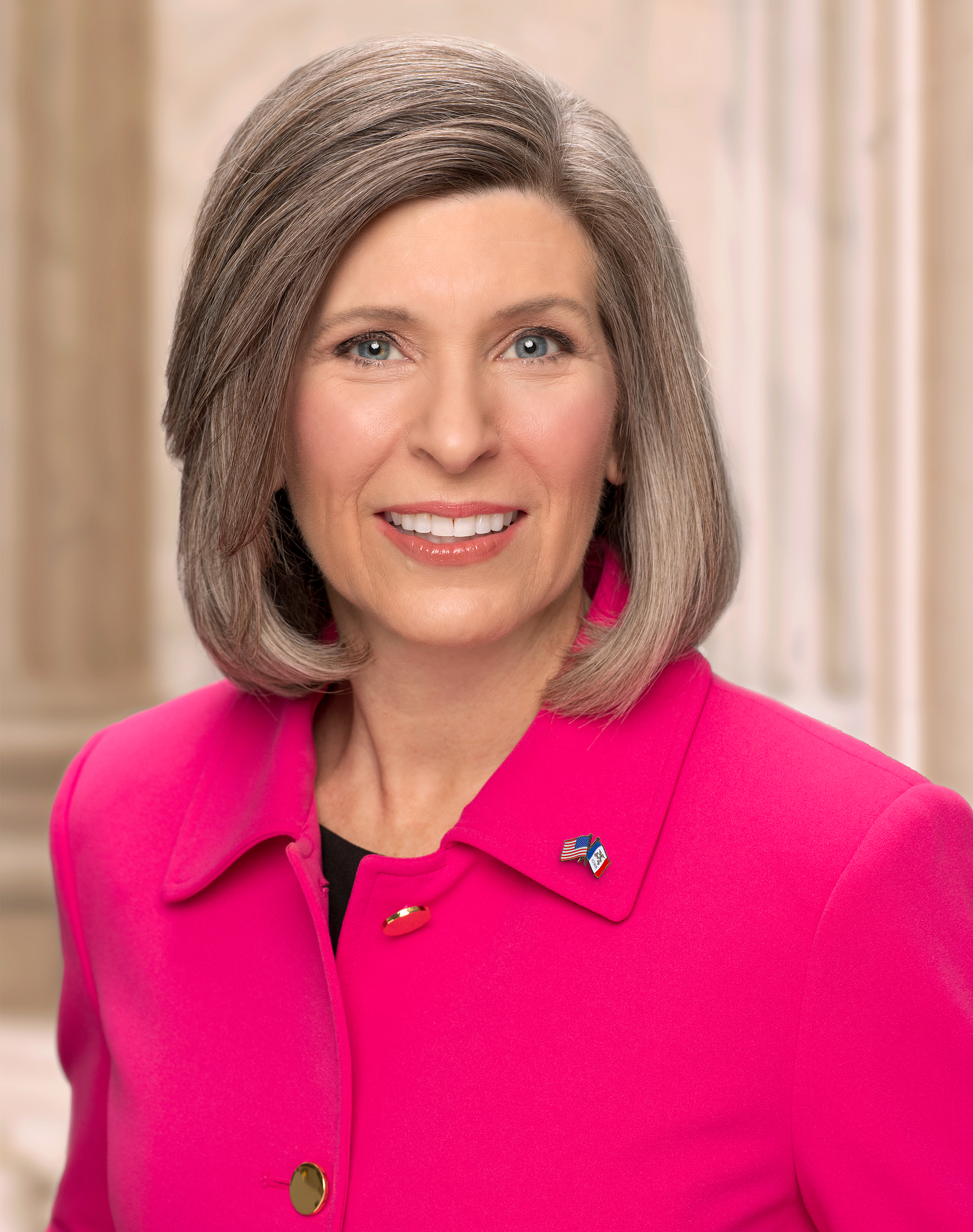
Joni Ernst (* 1970)

- Ernst, Josef (1882–1959), deutscher Politiker (SPD, USPD, FDP), MdR und Geschäftsmann
- Ernst, Josef (1926–2012), deutscher römisch-katholischer Theologe
- Ernst, Joseph (1804–1869), deutscher römisch-katholischer Theologe, Geistlicher und Politiker
- Ernst, Joseph (1863–1928), deutscher katholischer Geistlicher und Bischof von Hildesheim (1915–1928)
- Ernst, Juliette (1900–2001), Schweizer Altphilologin
- Ernst, Jupp (1905–1987), deutscher Grafiker, Industriedesigner und Pädagoge
- Ernst, Jürgen-Thomas (* 1966), österreichischer Schriftsteller
- Ernst, Kajsa (* 1962), schwedische Schauspielerin
- Ernst, Karl (1806–1898), deutscher lutherischer Geistlicher, Redakteur und Mitglied der Ständeversammlung des Königreichs Hannover
- Ernst, Karl (1834–1902), deutscher evangelischer Theologe und Generalsuperintendent
- Ernst, Karl (1857–1917), deutscher Gymnasiallehrer
- Ernst, Karl (1904–1934), deutscher Politiker (NSDAP) und Gruppenführer der SAKarl Ernst (1904–1934)

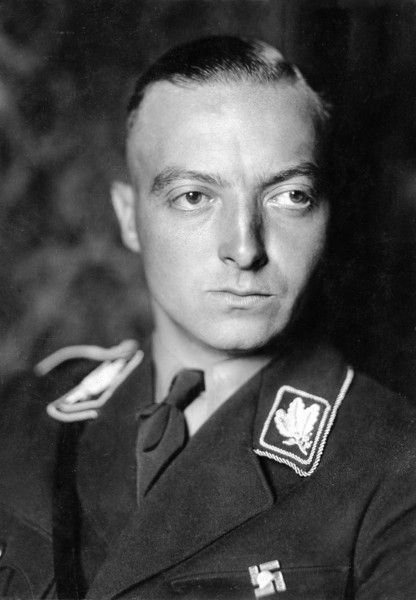
Karl Ernst (1904–1934)

- Ernst, Karl Matthias (1758–1830), deutscher Maler und Grafiker
- Ernst, Karl-Heinz (* 1942), deutscher Politiker (SPD), MdL
- Ernst, Karl-Josef (1934–2021), deutscher Architekt
- Ernst, Karoline (1821–1897), deutsche Theaterschauspielerin und -regisseurin
- Ernst, Klaus (1924–2010), Schweizer Psychiater
- Ernst, Klaus (* 1936), deutscher Soziologe, Hochschullehrer und Diplomat
- Ernst, Klaus (* 1954), deutscher Gewerkschafter und Politiker (BSW, Die Linke), MdBKlaus Ernst (* 1954)

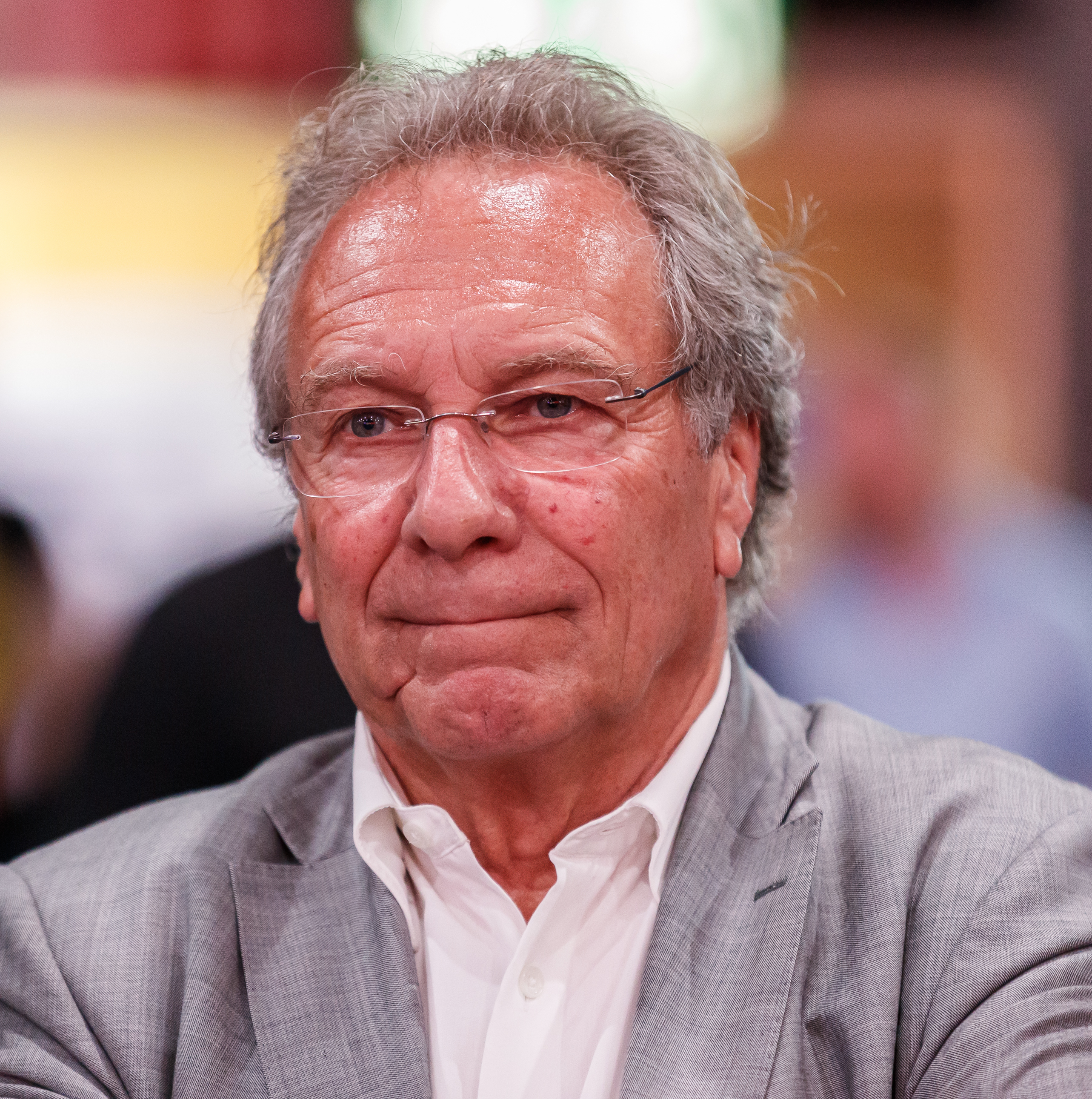
Klaus Ernst (* 1954)

- Ernst, Konstantin Lwowitsch (* 1961), sowjetisch-russischer Medienmanager und TV-Producer
- Ernst, Leopold (1808–1862), österreichischer Architekt
- Ernst, Lorenz (1890–1977), deutscher Pädagoge, Politiker (Zentrum), Abgeordneter im Provinziallandtag Hessen-Nassau
- Ernst, Louis (1839–1900), deutscher Politiker (NLP), MdR
- Ernst, Louis (* 1863), deutscher Bankkaufmann und Kommerzienrat
- Ernst, Manfred (* 1943), deutscher Jurist und Regionalhistoriker
- Ernst, Manuela (* 1985), Schweizer Politikerin
- Ernst, Max (1891–1976), Maler des Dadaismus und des Surrealismus
- Ernst, Mensen (* 1795), norwegischer Schnellläufer
- Ernst, Michael (* 1947), deutscher Theologe
- Ernst, Michael (* 1984), deutscher Synchronsprecher und Musicaldarsteller
- Ernst, Moritz (1826–1900), österreichischer Schauspieler und Theaterdirektor
- Ernst, Nicole (* 1972), deutsche Schauspielerin
- Ernst, Nina (* 1975), deutsche Sängerin und Schauspielerin
- Ernst, Norbert (* 1977), österreichischer Opernsänger (Tenor)
- Ernst, Ole (1940–2013), dänischer Schauspieler
- Ernst, Oswald Herbert (1842–1926), US-amerikanischer Offizier, Generalmajor der US Army
- Ernst, Otto, deutscher Jurist und Politiker (CDU)
- Ernst, Otto († 1495), deutscher Patrizier, Stiftskanoniker und Kirchenrechtler
- Ernst, Otto (1862–1926), deutscher SchriftstellerOtto Ernst (1862–1926)

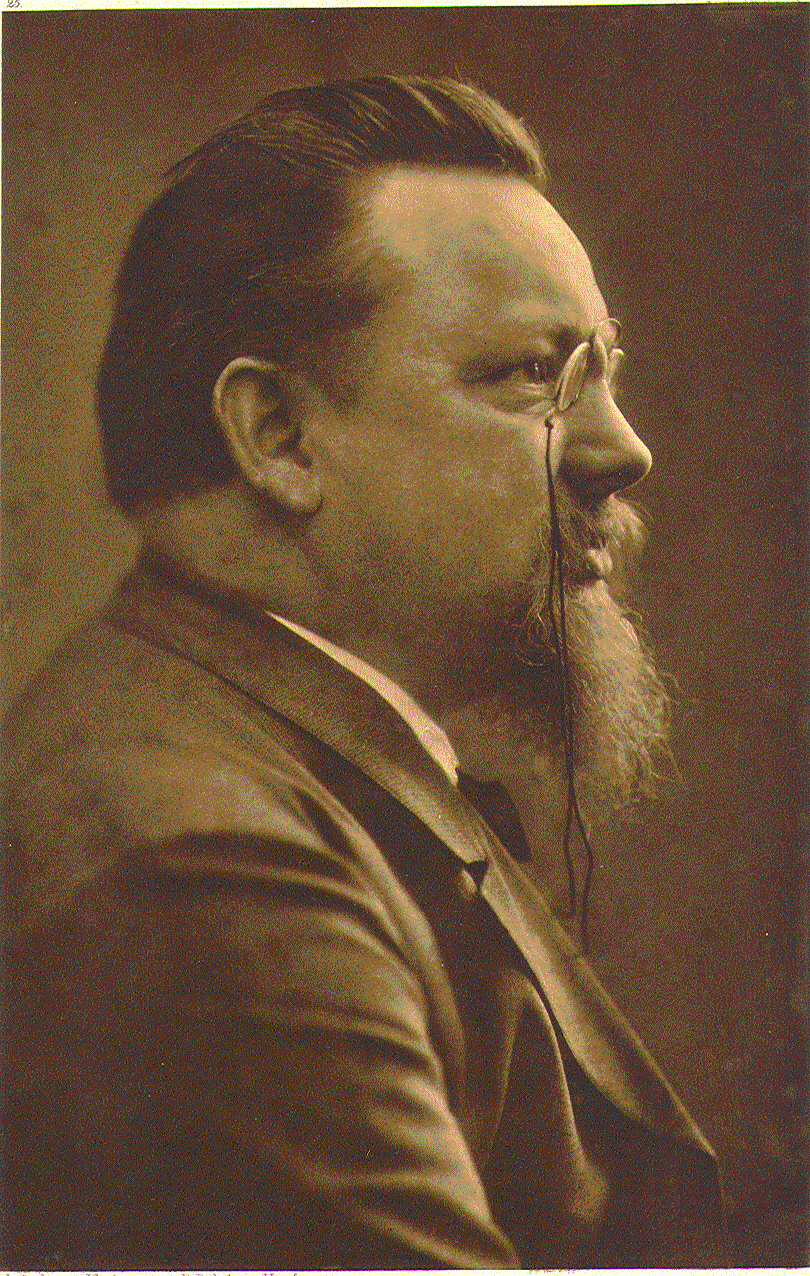
Otto Ernst (1862–1926)

- Ernst, Otto (1884–1967), Schweizer Maler
- Ernst, Otto (1898–1940), chilenischer Fußballspieler
- Ernst, Otto (1909–1993), deutscher Jurist
- Ernst, Otto (* 1928), deutscher Fußballspieler
- Ernst, Otto von (1853–1925), deutscher Landschafts-, Jagd- und Stilllebenmaler
- Ernst, Paul (1866–1933), deutscher Schriftsteller und Journalist
- Ernst, Paul (1935–2024), österreichischer Biathlet
- Ernst, Peter (* 1961), österreichischer germanistischer Sprachwissenschaftler
- Ernst, Peter (* 1972), deutscher Gitarrist und Musikjournalist
- Ernst, Petra (1957–2016), deutsch-österreichische Literatur- und Kulturwissenschaftlerin
- Ernst, Philipp (1814–1891), deutscher Bürgermeister und Politiker
- Ernst, Philipp (1862–1942), deutscher Lehrer und Maler
- Ernst, Rainer (* 1961), deutscher FußballspielerRainer Ernst (* 1961)

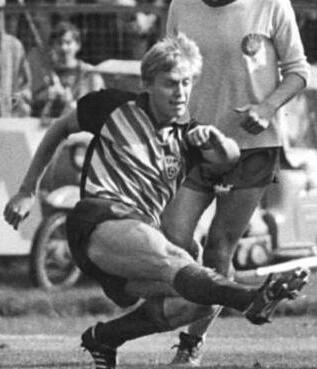
Rainer Ernst (* 1961)

- Ernst, Regina, deutsche Schönheitskönigin sowie Fotomodell und Schauspielerin
- Ernst, Richard (1856–1936), Textilkaufmann und Senator in Danzig
- Ernst, Richard (1872–1958), württembergischer Oberamtmann
- Ernst, Richard P. (1858–1934), US-amerikanischer Jurist und Politiker der Republikanischen Partei
- Ernst, Richard R. (1933–2021), Schweizer Chemiker, Nobelpreisträger
- Ernst, Rita (* 1956), Schweizer Künstlerin der Konkreten Kunst
- Ernst, Robert (1897–1980), deutsch-elsässischer Volkstumspolitiker, 1941 nationalsozialistischer Oberbürgermeister von Straßburg
- Ernst, Rodolphe (1854–1932), österreichisch-französischer Maler
- Ernst, Roland (1936–2023), deutscher Projektentwickler und Immobilienkaufmann
- Ernst, Ronny (* 1976), deutscher Fußballspieler
- Ernst, Rudolf L. (* 1940), deutscher Politiker (FDP), MdBB
- Ernst, Sebastian (* 1984), deutscher Leichtathlet
- Ernst, Sebastian (* 1995), deutscher FußballspielerSebastian Ernst (* 1995)

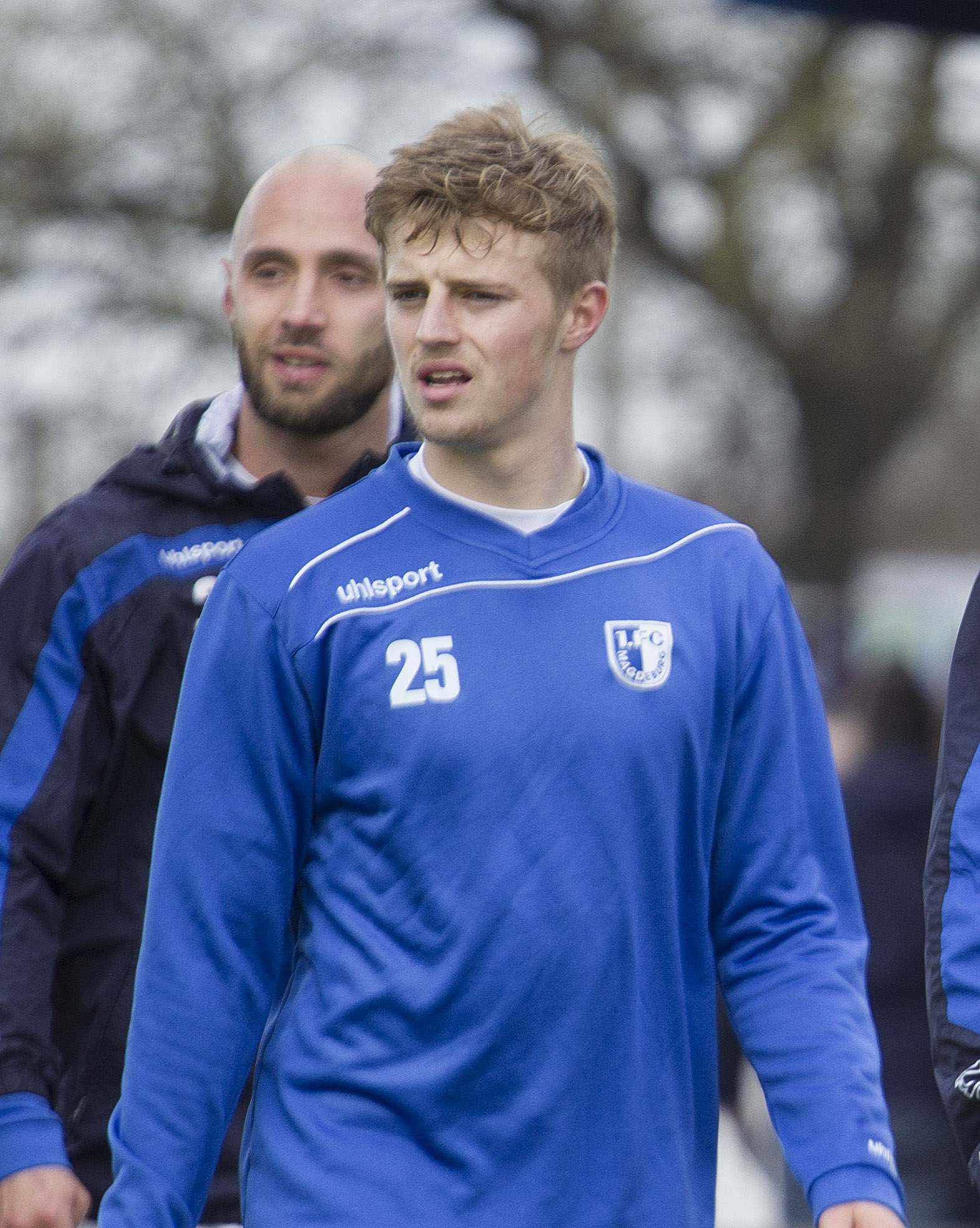
Sebastian Ernst (* 1995)

- Ernst, Siegfried (1915–2001), deutscher Arzt, Kirchenpolitiker und Aktivist
- Ernst, Siegrid (1929–2022), deutsche Komponistin und Musikpädagogin
- Ernst, Simon (* 1994), deutscher Handballspieler
- Ernst, Simon Peter (1744–1817), niederländischer katholischer Ordensgeistlicher und Geschichtsschreiber
- Ernst, Sipke (* 1979), niederländischer Schachspieler
- Ernst, Stefanie (* 1965), deutsche Soziologin
- Ernst, Stephan (* 1956), deutscher römisch-katholischer Theologe
- Ernst, Stephan (* 1973), deutscher Rechtsextremist
- Ernst, Stephanie Michaela (* 1975), deutsche römisch-katholische Theologin
- Ernst, Susanna (* 1980), deutsche Romanautorin
- Ernst, Tea (1906–1991), deutsche Designerin und Unternehmerin
- Ernst, Theodor (1904–1983), deutscher Mineraloge
- Ernst, Thomas (* 1956), deutscher Flottillenadmiral
- Ernst, Thomas (* 1960), schwedischer Schachspieler
- Ernst, Thomas (* 1967), deutscher Fußballtorhüter
- Ernst, Thomas (* 1974), deutscher Literaturwissenschaftler
- Ernst, Tjark (* 2003), deutscher Fußballtorwart
- Ernst, Ulrich (* 1944), deutscher Germanist
- Ernst, Ursula (* 1944), deutsche Politikerin (CDU), MdL
- Ernst, Uwe (* 1947), deutscher Maler und Zeichner
- Ernst, Viktor (1871–1933), deutscher Historiker
- Ernst, Virginia (* 1991), österreichische Singer-Songwriterin und EishockeyspielerinVirginia Ernst (* 1991)

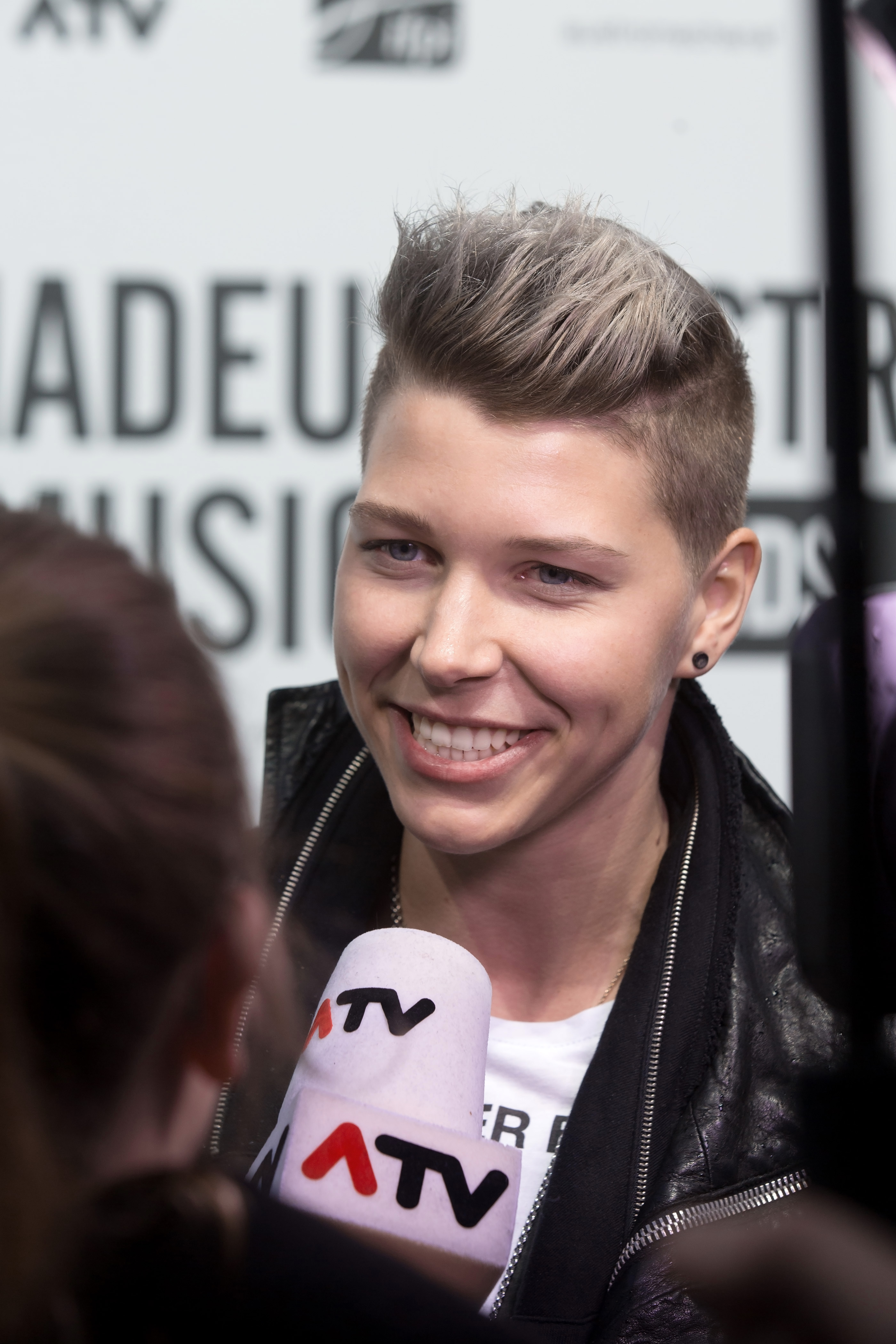
Virginia Ernst (* 1991)

- Ernst, W. Gary (* 1931), US-amerikanischer Geologe
- Ernst, Waldemar (1909–2002), deutscher Jurist und Verwaltungsbeamter
- Ernst, Walter (1857–1928), deutscher Verwaltungsjurist und Präsident des Konsistoriums in Wiesbaden
- Ernst, Walter (1899–1945), deutscher Jurist, Gauleiter der NSDAP
- Ernst, Wenzel Karl (1830–1910), österreichisch-ungarischer Heimatdichter
- Ernst, Werner (1910–2002), deutscher Jurist
- Ernst, Werner W. (* 1947), österreichischer Politikwissenschafter
- Ernst, Wilhelm (1885–1963), württembergischer Oberamtmann
- Ernst, Wilhelm (1888–1953), deutscher Geologe, Mineraloge und Paläontologe
- Ernst, Wilhelm (1905–1952), deutscher Schachspieler
- Ernst, Wilhelm (1927–2001), deutscher katholischer Moraltheologe
- Ernst, Willy (1878–1937), deutscher Beamter sowie Mitbegründer des Zollgrenzschutzes
- Ernst, Wolf-Dieter (* 1968), deutscher Theaterwissenschaftler und Hochschullehrer
- Ernst, Wolfgang (* 1939), deutscher Neurologe, Psychiater und Buchautor
- Ernst, Wolfgang (* 1942), österreichischer Künstler
- Ernst, Wolfgang (* 1956), deutscher Jurist
- Ernst, Wolfgang (1957–2025), deutscher Politiker (SPD)
- Ernst, Wolfgang (* 1959), deutscher Kultur- und MedienwissenschaftlerWolfgang Ernst (* 1959)

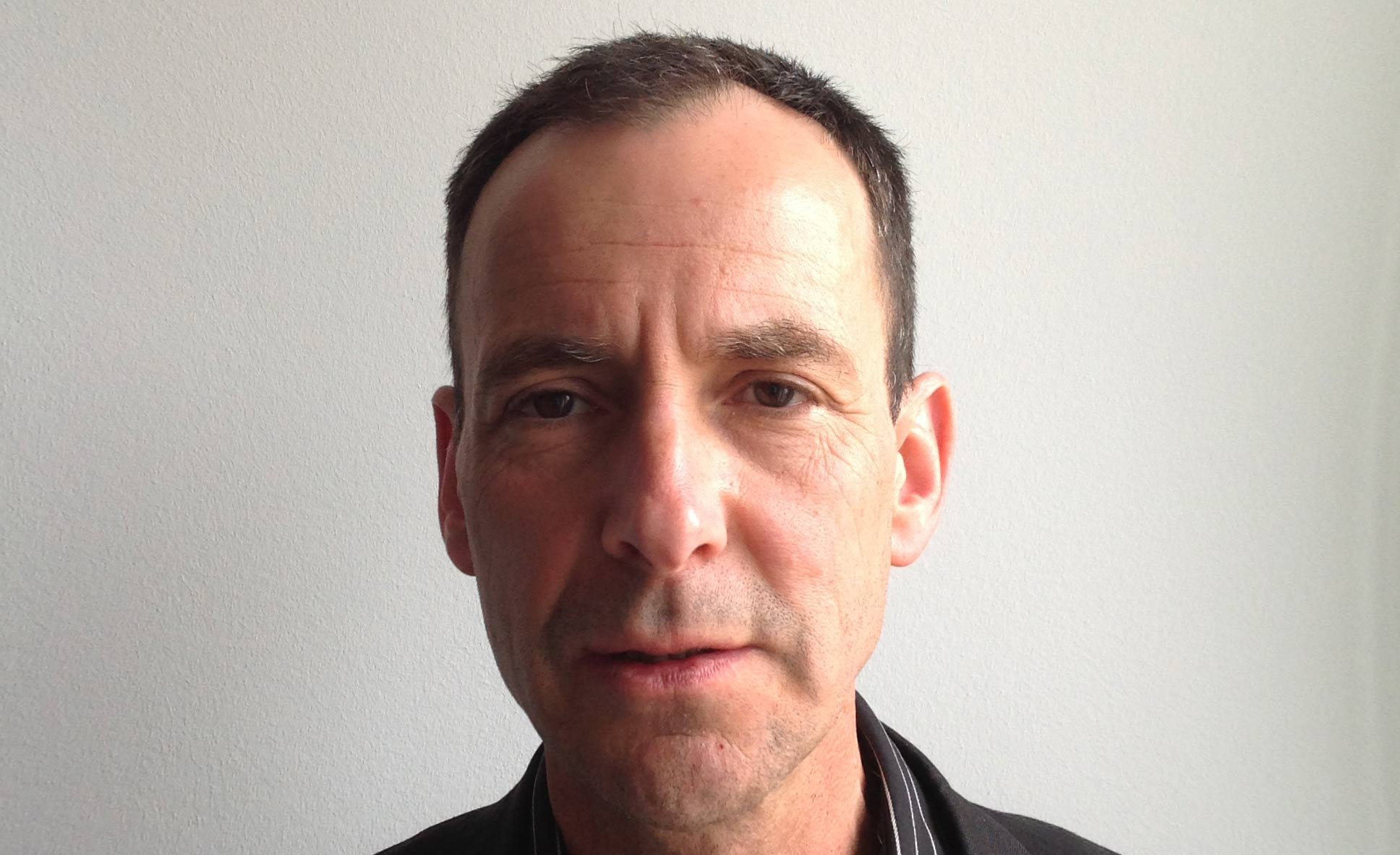
Wolfgang Ernst (* 1959)

- Ernst, Wolfgang E. (* 1951), deutscher Physiker und Hochschullehrer
- Ernst, Xaver (1902–1998), deutscher Landwirt und Mitglied des Bayerischen Senats

##### Ernst-

###### Ernst-D
- Ernst-Dziedzic, Ewa (* 1980), österreichische Politikerin (GRÜNE), Mitglied des Bundesrats

###### Ernst-H
- Ernst-Habib, Margit (* 1968), deutsche evangelische Theologin

###### Ernst-K
- Ernst-Kaiser, Josefine (1820–1873), ungarische Opernsängerin (Koloratursopran)

###### Ernst-M
- Ernst-Metzmaier, Rodolphe (1887–1985), französischer Erfinder

###### Ernst-S
- Ernst-Schwarzenbach, Marthe (1900–1967), Privatdozentin und Titularprofessorin für Botanik an der Universität Zürich

###### Ernst-Z
- Ernst-Zettl, Christiane (* 1970), deutsches Militär, Sanitätsfeldwebel der Bundeswehr

##### Ernstb
- Ernstberger, Anton (1894–1966), deutscher Historiker und Hochschullehrer
- Ernstberger, Anton (1910–1978), deutscher Bankier
- Ernstberger, Jürgen (* 1975), deutscher Ökonom und Hochschullehrer (Technische Universität München)
- Ernstberger, Karl (1887–1972), österreichischer Architekt
- Ernstberger, Petra (* 1955), deutsche Politikerin (SPD), MdB
- Ernstberger, Walter (1913–1945), deutscher Obersturmführer und Schutzhaftlagerführer im KZ Groß-Rosen

##### Ernste
- Ernster, Dezső (1898–1981), ungarischer Opernsänger (Bass)

##### Ernsth
- Ernsthausen, Wilhelm (1902–1966), deutscher Medizinphysiker (Elektrobiologie und Biophysikalische Messtechnik) und Hochschullehrer

##### Ernsti
- Ernsting, Daniel Albert Albrecht (1749–1820), deutscher Kupferstecher und Zeichner
- Ernsting, Kurt (1929–2011), deutscher Unternehmer und Mäzen
- Ernsting, Nikolaus P. (* 1950), deutscher Chemiker (Physikalische Chemie)
- Ernsting, Philipp, deutscher Jazz- und Improvisationsmusiker (Schlagzeug, Elektronik)
- Ernsting, Thomas (* 1959), deutscher Fotograf
- Ernsting, Volker (1941–2022), deutscher Karikaturist und Illustrator
- Ernsting, Walter (1920–2005), deutscher Science-Fiction-Schriftsteller
- Ernsting-Krienke, Nadine (* 1974), deutsche Hockeyspielerin

##### Ernsts
- Ernstson, Kord (* 1942), deutscher Geophysiker und Geologe
- Ernstsson, Ludwig (* 1972), schwedischer Fußballspieler und -trainer

### Ernt
- Erntl, Franz (1902–1990), österreichischer Maler

### Ernu
- Ernulf († 1124), Bischof von Rochester; Abt von Peterborough

### Erny
- Erny, Ernst (1884–1956), Schweizer Politiker
- Erny, Hansjörg (1934–2019), Schweizer Moderator und Schriftsteller
- Erny, Helga (1931–2021), deutsche Leichtathletin und Olympiamedaillengewinnerin
- Erny, Thorsten (* 1969), deutscher Politiker (CDU)
- Ernyey, Béla (* 1942), österreichisch-ungarischer Schauspieler und SängerBéla Ernyey (* 1942)

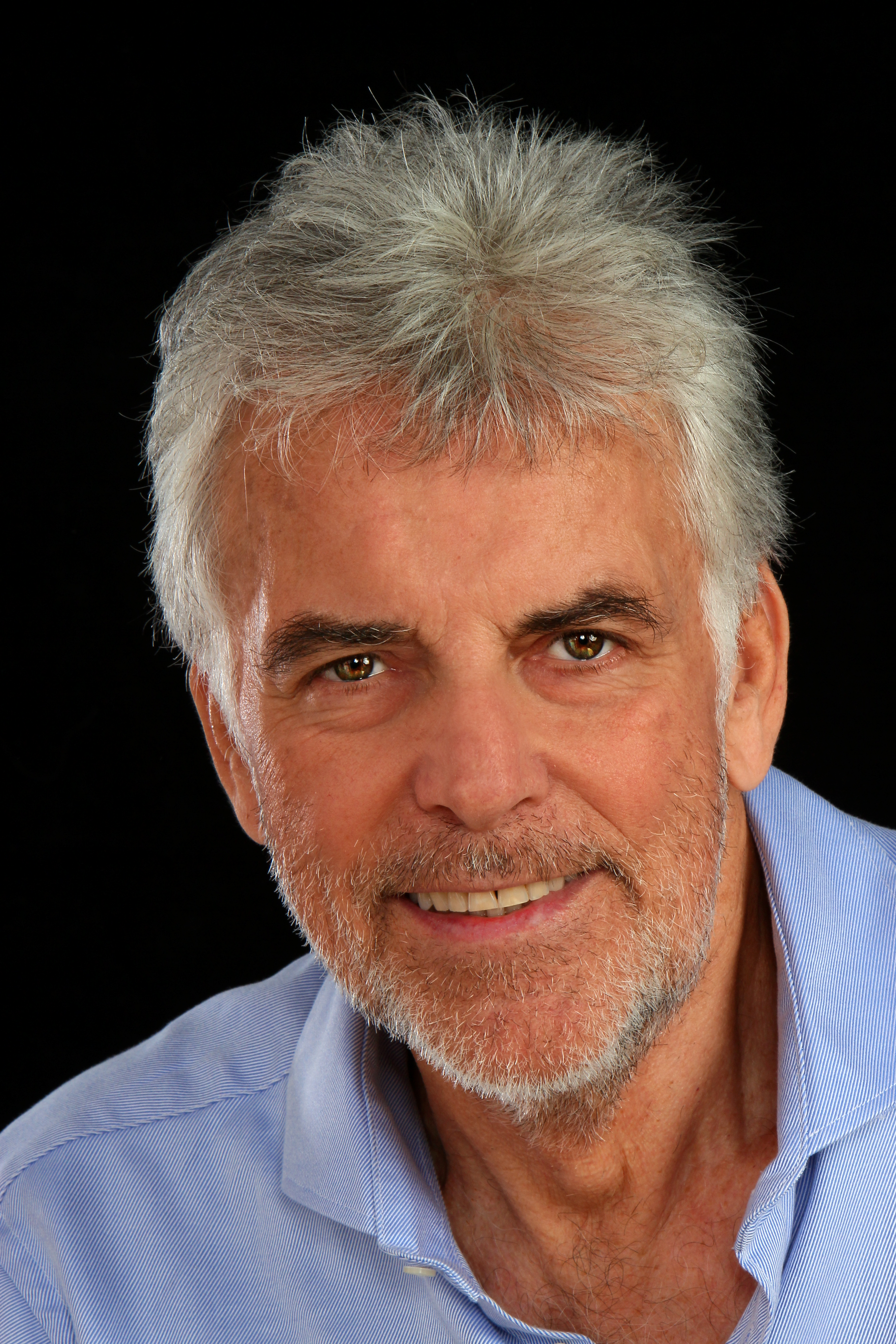
Béla Ernyey (* 1942)

### Ernz
- Ernzen, Diane (* 1985), luxemburgische Comiczeichnerin und Illustratorin
- Ernzer, Marcel (1926–2003), luxemburgischer Radrennfahrer